# Pachyrhinosaurus
Pachyrhinosaurus (il cui nome significa "lucertola dal naso spesso") è un genere estinto di dinosauro ceratopsio centrosaurino vissuto nel Cretaceo superiore, circa 73,5-66 milioni di anni fa (Campaniano-Maastrichtiano), in diversi siti dell'Alberta e dell'Alaska, in Nord America. I primi esemplari furono scoperti da Charles M. Sternberg in Alberta, Canada, nel 1946 e successivamente nominati nel 1950. I vari siti di estrazione hanno restituito più di una dozzina di teschi parziali e un vasto assortimento di altri fossili di varie specie. Tuttavia, questi fossili vennero ritrovati solo negli anni '80, con un conseguente aumento relativamente recente di interesse per il Pachyrhinosaurus.
Il genere contiene ben tre specie: la specie tipo P. canadensis, conosciuta dagli strati inferiori delle formazioni Horseshoe Canyon e St. Mary River, risalente a circa 71,5-71 milioni di anni fa; La specie P. lakustai è la specie più antica, conosciuta dalla Formazione Wapiti, i cui bonebeds sono approssimativamente equivalenti a quelli delle formazioni Bearpaw e Horseshoe Canyon, risalente a circa 73,5-72,5 milioni di anni fa. La specie P. perotorum è la specie più giovane, i cui fossili sono stati recuperati nella Formazione Prince Creek dell'Alaska, e risalgono a 70-66 milioni di anni fa. La presenza di tre specie conosciute rende questo genere il centrosaurino con più specie assegnate finora conosciuto.

## Descrizione

Dimensioni di P. canadensis

La più grande specie di Pachyrhinosaurus era lunga circa 8 metri (26,2 piedi), per un peso di circa 4 tonnellate. Il Pachyrhinosaurus era un possente erbivoro quadrupede che possedeva forti zigomi per aiutarlo a masticare piante fibrose.

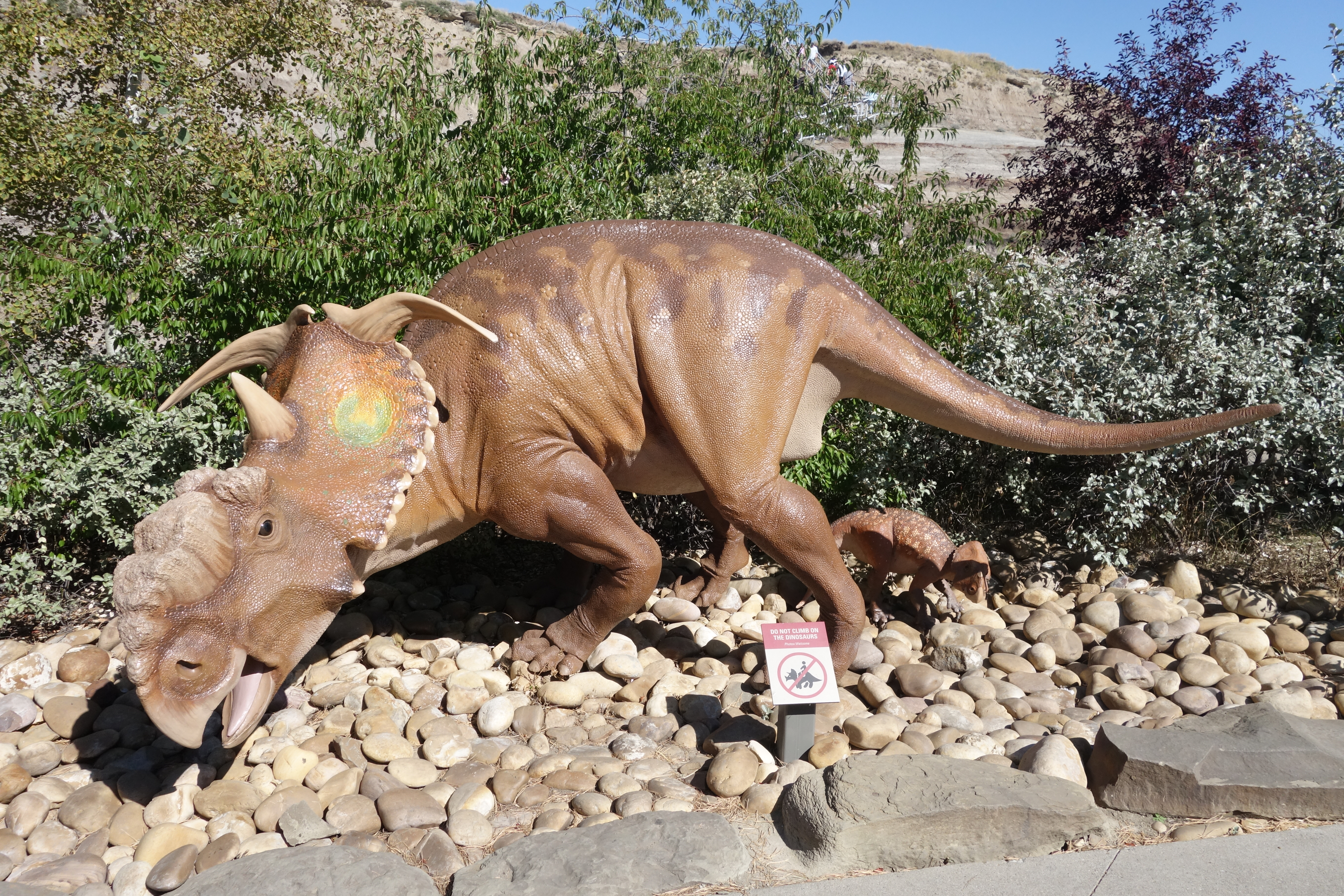
Ricostruzione di Pachyrhinosaurus esposta al Royal Tyrrell Museum

Al posto delle corna tipiche della maggior parte dei ceratopsi, il cranio del Pachyrhinosaurus possedevano inspessimenti ossei massicci e appiattiti; il più grande di questi inspessimenti era presente sul muso, sopra le narici, mentre altri due più piccoli erano presenti sopra gli occhi. Un paio di corna spuntavano al centro del collare osseo estendendosi verso l'alto. Il cranio era inoltre adornato da diverse corna o ornamenti più piccoli che variavano tra i vari individui e/o tra le specie. In P. canadensis e P. perotorum, gli inspessimenti sopra il naso e gli occhi si univano quasi in un unico dosso, separati solo da uno stretto solco. In P. lakustai, invece, i due dossi erano separati da un ampio spazio. In P. canadensis e P. lakustai, il collare presentava anche due corna aggiuntive ricurve all'indietro. Queste non erano presenti in P. perotorum, e in effetti anche alcuni esemplari di P. lakustai ne sono sprovvisti, il che potrebbe indicare che la presenza di queste corna variava per età e/o sesso.
Gli ornamenti presenti sull'inspessimento nasale delle varie specie di Pachyrhinosaurus sono stati spesso usati per distinguere le diverse specie dell'animale. Sia P. lakustai che P. perotorum avevano un'estensione seghettata simile ad un pettine alla punta dell'inspessimento che mancava in P. canadensis. La specie P. perotorum è l'unica nell'avere una cupola stretta nel mezzo della porzione posteriore dell'inspessimento nasale, mentre P. lakustai possedeva una struttura a forma di pomello che sporgeva dalla parte anteriore dell'inspessimento (il dosso di P. canadensis era principalmente piatto superiormente e arrotondato). P. perotorum possedeva due corni appiattiti che sporgevano in avanti e in basso dal bordo superiore del collare, e P. lakustai aveva un corno simile ad un pettine che si alzava dal centro del collare dietro gli occhi.

## Classificazione

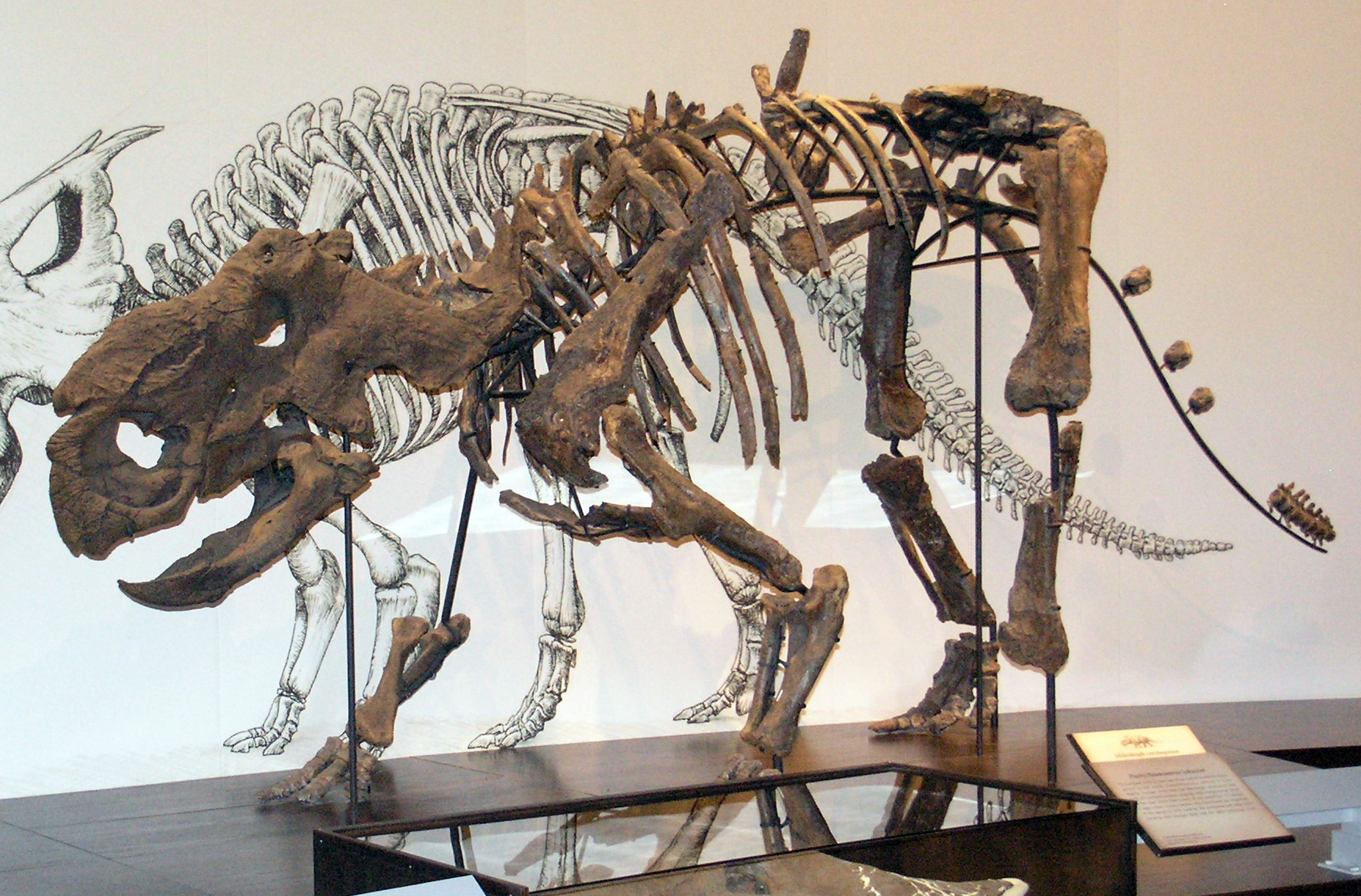
Specie sconosciuta (specimen TMP 2002.76.1),esposta al Royal Tyrell Museum

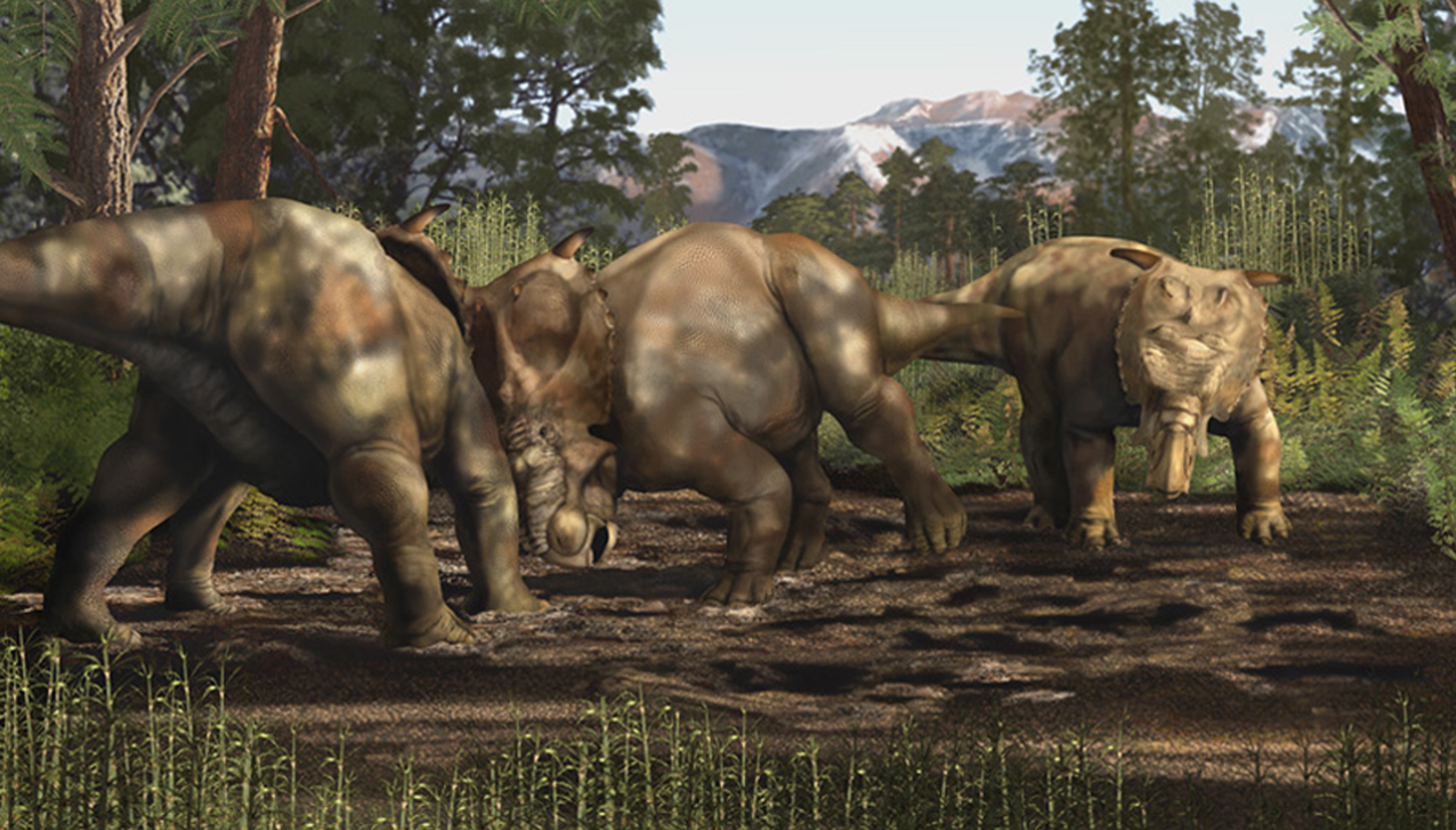
Ricostruzione di combattimenti fra Pachyrhinosaurus perotorum

Il cladogramma sottostante mostra la posizione filogenetica di tutte le specie di Pachyrhinosaurus, secondo le analisi di Ryan et al. (2016):
|  | Avaceratops lammersi (ANSP 15800) |
|  |                                   |
|  | MOR 692                           |
|  |                                   |
|  | CMN 8804                          |
|  |                                   |
|  | Nasutoceratops titusi             |
|  |                                   |
|  | Malta new taxon                   |
|  |                                   |

|  | Sinoceratops zhuchengensis |
|  |                            |
|  | Wendiceratops pinhornensis |
|  |                            |

|  | Rubeosaurus ovatus        |
|  |                           |
|  | Styracosaurus albertensis |
|  |                           |

|  | Coronosaurus brinkmani                                                         |
|  |                                                                                |
|  | \| \| Spinops sternbergorum \| \| \| \| \| \| Centrosaurus apertus \| \| \| \| |
|  |                                                                                |
|  | Spinops sternbergorum                                                          |
|  |                                                                                |
|  | Centrosaurus apertus                                                           |
|  |                                                                                |

|  | Spinops sternbergorum |
|  |                       |
|  | Centrosaurus apertus  |
|  |                       |

|  | Rubeosaurus ovatus        |
|  |                           |
|  | Styracosaurus albertensis |
|  |                           |

|  | Coronosaurus brinkmani                                                         |
|  |                                                                                |
|  | \| \| Spinops sternbergorum \| \| \| \| \| \| Centrosaurus apertus \| \| \| \| |
|  |                                                                                |
|  | Spinops sternbergorum                                                          |
|  |                                                                                |
|  | Centrosaurus apertus                                                           |
|  |                                                                                |

|  | Spinops sternbergorum |
|  |                       |
|  | Centrosaurus apertus  |
|  |                       |

|  | Pachyrhinosaurus canadensis                                                              |
|  |                                                                                          |
|  | \| \| Pachyrhinosaurus lakustai \| \| \| \| \| \| Pachyrhinosaurus perotorum \| \| \| \| |
|  |                                                                                          |
|  | Pachyrhinosaurus lakustai                                                                |
|  |                                                                                          |
|  | Pachyrhinosaurus perotorum                                                               |
|  |                                                                                          |

|  | Pachyrhinosaurus lakustai  |
|  |                            |
|  | Pachyrhinosaurus perotorum |
|  |                            |

|  | Pachyrhinosaurus canadensis                                                              |
|  |                                                                                          |
|  | \| \| Pachyrhinosaurus lakustai \| \| \| \| \| \| Pachyrhinosaurus perotorum \| \| \| \| |
|  |                                                                                          |
|  | Pachyrhinosaurus lakustai                                                                |
|  |                                                                                          |
|  | Pachyrhinosaurus perotorum                                                               |
|  |                                                                                          |

|  | Pachyrhinosaurus lakustai  |
|  |                            |
|  | Pachyrhinosaurus perotorum |
|  |                            |

|  | Pachyrhinosaurus canadensis                                                              |
|  |                                                                                          |
|  | \| \| Pachyrhinosaurus lakustai \| \| \| \| \| \| Pachyrhinosaurus perotorum \| \| \| \| |
|  |                                                                                          |
|  | Pachyrhinosaurus lakustai                                                                |
|  |                                                                                          |
|  | Pachyrhinosaurus perotorum                                                               |
|  |                                                                                          |

|  | Pachyrhinosaurus lakustai  |
|  |                            |
|  | Pachyrhinosaurus perotorum |
|  |                            |

|  | Pachyrhinosaurus canadensis                                                              |
|  |                                                                                          |
|  | \| \| Pachyrhinosaurus lakustai \| \| \| \| \| \| Pachyrhinosaurus perotorum \| \| \| \| |
|  |                                                                                          |
|  | Pachyrhinosaurus lakustai                                                                |
|  |                                                                                          |
|  | Pachyrhinosaurus perotorum                                                               |
|  |                                                                                          |

|  | Pachyrhinosaurus lakustai  |
|  |                            |
|  | Pachyrhinosaurus perotorum |
|  |                            |

|  | Rubeosaurus ovatus        |
|  |                           |
|  | Styracosaurus albertensis |
|  |                           |

|  | Coronosaurus brinkmani                                                         |
|  |                                                                                |
|  | \| \| Spinops sternbergorum \| \| \| \| \| \| Centrosaurus apertus \| \| \| \| |
|  |                                                                                |
|  | Spinops sternbergorum                                                          |
|  |                                                                                |
|  | Centrosaurus apertus                                                           |
|  |                                                                                |

|  | Spinops sternbergorum |
|  |                       |
|  | Centrosaurus apertus  |
|  |                       |

|  | Rubeosaurus ovatus        |
|  |                           |
|  | Styracosaurus albertensis |
|  |                           |

|  | Coronosaurus brinkmani                                                         |
|  |                                                                                |
|  | \| \| Spinops sternbergorum \| \| \| \| \| \| Centrosaurus apertus \| \| \| \| |
|  |                                                                                |
|  | Spinops sternbergorum                                                          |
|  |                                                                                |
|  | Centrosaurus apertus                                                           |
|  |                                                                                |

|  | Spinops sternbergorum |
|  |                       |
|  | Centrosaurus apertus  |
|  |                       |

|  | Pachyrhinosaurus canadensis                                                              |
|  |                                                                                          |
|  | \| \| Pachyrhinosaurus lakustai \| \| \| \| \| \| Pachyrhinosaurus perotorum \| \| \| \| |
|  |                                                                                          |
|  | Pachyrhinosaurus lakustai                                                                |
|  |                                                                                          |
|  | Pachyrhinosaurus perotorum                                                               |
|  |                                                                                          |

|  | Pachyrhinosaurus lakustai  |
|  |                            |
|  | Pachyrhinosaurus perotorum |
|  |                            |

|  | Pachyrhinosaurus canadensis                                                              |
|  |                                                                                          |
|  | \| \| Pachyrhinosaurus lakustai \| \| \| \| \| \| Pachyrhinosaurus perotorum \| \| \| \| |
|  |                                                                                          |
|  | Pachyrhinosaurus lakustai                                                                |
|  |                                                                                          |
|  | Pachyrhinosaurus perotorum                                                               |
|  |                                                                                          |

|  | Pachyrhinosaurus lakustai  |
|  |                            |
|  | Pachyrhinosaurus perotorum |
|  |                            |

|  | Pachyrhinosaurus canadensis                                                              |
|  |                                                                                          |
|  | \| \| Pachyrhinosaurus lakustai \| \| \| \| \| \| Pachyrhinosaurus perotorum \| \| \| \| |
|  |                                                                                          |
|  | Pachyrhinosaurus lakustai                                                                |
|  |                                                                                          |
|  | Pachyrhinosaurus perotorum                                                               |
|  |                                                                                          |

|  | Pachyrhinosaurus lakustai  |
|  |                            |
|  | Pachyrhinosaurus perotorum |
|  |                            |

|  | Pachyrhinosaurus canadensis                                                              |
|  |                                                                                          |
|  | \| \| Pachyrhinosaurus lakustai \| \| \| \| \| \| Pachyrhinosaurus perotorum \| \| \| \| |
|  |                                                                                          |
|  | Pachyrhinosaurus lakustai                                                                |
|  |                                                                                          |
|  | Pachyrhinosaurus perotorum                                                               |
|  |                                                                                          |

|  | Pachyrhinosaurus lakustai  |
|  |                            |
|  | Pachyrhinosaurus perotorum |
|  |                            |

|  | Sinoceratops zhuchengensis |
|  |                            |
|  | Wendiceratops pinhornensis |
|  |                            |

|  | Rubeosaurus ovatus        |
|  |                           |
|  | Styracosaurus albertensis |
|  |                           |

|  | Coronosaurus brinkmani                                                         |
|  |                                                                                |
|  | \| \| Spinops sternbergorum \| \| \| \| \| \| Centrosaurus apertus \| \| \| \| |
|  |                                                                                |
|  | Spinops sternbergorum                                                          |
|  |                                                                                |
|  | Centrosaurus apertus                                                           |
|  |                                                                                |

|  | Spinops sternbergorum |
|  |                       |
|  | Centrosaurus apertus  |
|  |                       |

|  | Rubeosaurus ovatus        |
|  |                           |
|  | Styracosaurus albertensis |
|  |                           |

|  | Coronosaurus brinkmani                                                         |
|  |                                                                                |
|  | \| \| Spinops sternbergorum \| \| \| \| \| \| Centrosaurus apertus \| \| \| \| |
|  |                                                                                |
|  | Spinops sternbergorum                                                          |
|  |                                                                                |
|  | Centrosaurus apertus                                                           |
|  |                                                                                |

|  | Spinops sternbergorum |
|  |                       |
|  | Centrosaurus apertus  |
|  |                       |

|  | Pachyrhinosaurus canadensis                                                              |
|  |                                                                                          |
|  | \| \| Pachyrhinosaurus lakustai \| \| \| \| \| \| Pachyrhinosaurus perotorum \| \| \| \| |
|  |                                                                                          |
|  | Pachyrhinosaurus lakustai                                                                |
|  |                                                                                          |
|  | Pachyrhinosaurus perotorum                                                               |
|  |                                                                                          |

|  | Pachyrhinosaurus lakustai  |
|  |                            |
|  | Pachyrhinosaurus perotorum |
|  |                            |

|  | Pachyrhinosaurus canadensis                                                              |
|  |                                                                                          |
|  | \| \| Pachyrhinosaurus lakustai \| \| \| \| \| \| Pachyrhinosaurus perotorum \| \| \| \| |
|  |                                                                                          |
|  | Pachyrhinosaurus lakustai                                                                |
|  |                                                                                          |
|  | Pachyrhinosaurus perotorum                                                               |
|  |                                                                                          |

|  | Pachyrhinosaurus lakustai  |
|  |                            |
|  | Pachyrhinosaurus perotorum |
|  |                            |

|  | Pachyrhinosaurus canadensis                                                              |
|  |                                                                                          |
|  | \| \| Pachyrhinosaurus lakustai \| \| \| \| \| \| Pachyrhinosaurus perotorum \| \| \| \| |
|  |                                                                                          |
|  | Pachyrhinosaurus lakustai                                                                |
|  |                                                                                          |
|  | Pachyrhinosaurus perotorum                                                               |
|  |                                                                                          |

|  | Pachyrhinosaurus lakustai  |
|  |                            |
|  | Pachyrhinosaurus perotorum |
|  |                            |

|  | Pachyrhinosaurus canadensis                                                              |
|  |                                                                                          |
|  | \| \| Pachyrhinosaurus lakustai \| \| \| \| \| \| Pachyrhinosaurus perotorum \| \| \| \| |
|  |                                                                                          |
|  | Pachyrhinosaurus lakustai                                                                |
|  |                                                                                          |
|  | Pachyrhinosaurus perotorum                                                               |
|  |                                                                                          |

|  | Pachyrhinosaurus lakustai  |
|  |                            |
|  | Pachyrhinosaurus perotorum |
|  |                            |

|  | Rubeosaurus ovatus        |
|  |                           |
|  | Styracosaurus albertensis |
|  |                           |

|  | Coronosaurus brinkmani                                                         |
|  |                                                                                |
|  | \| \| Spinops sternbergorum \| \| \| \| \| \| Centrosaurus apertus \| \| \| \| |
|  |                                                                                |
|  | Spinops sternbergorum                                                          |
|  |                                                                                |
|  | Centrosaurus apertus                                                           |
|  |                                                                                |

|  | Spinops sternbergorum |
|  |                       |
|  | Centrosaurus apertus  |
|  |                       |

|  | Rubeosaurus ovatus        |
|  |                           |
|  | Styracosaurus albertensis |
|  |                           |

|  | Coronosaurus brinkmani                                                         |
|  |                                                                                |
|  | \| \| Spinops sternbergorum \| \| \| \| \| \| Centrosaurus apertus \| \| \| \| |
|  |                                                                                |
|  | Spinops sternbergorum                                                          |
|  |                                                                                |
|  | Centrosaurus apertus                                                           |
|  |                                                                                |

|  | Spinops sternbergorum |
|  |                       |
|  | Centrosaurus apertus  |
|  |                       |

|  | Pachyrhinosaurus canadensis                                                              |
|  |                                                                                          |
|  | \| \| Pachyrhinosaurus lakustai \| \| \| \| \| \| Pachyrhinosaurus perotorum \| \| \| \| |
|  |                                                                                          |
|  | Pachyrhinosaurus lakustai                                                                |
|  |                                                                                          |
|  | Pachyrhinosaurus perotorum                                                               |
|  |                                                                                          |

|  | Pachyrhinosaurus lakustai  |
|  |                            |
|  | Pachyrhinosaurus perotorum |
|  |                            |

|  | Pachyrhinosaurus canadensis                                                              |
|  |                                                                                          |
|  | \| \| Pachyrhinosaurus lakustai \| \| \| \| \| \| Pachyrhinosaurus perotorum \| \| \| \| |
|  |                                                                                          |
|  | Pachyrhinosaurus lakustai                                                                |
|  |                                                                                          |
|  | Pachyrhinosaurus perotorum                                                               |
|  |                                                                                          |

|  | Pachyrhinosaurus lakustai  |
|  |                            |
|  | Pachyrhinosaurus perotorum |
|  |                            |

|  | Pachyrhinosaurus canadensis                                                              |
|  |                                                                                          |
|  | \| \| Pachyrhinosaurus lakustai \| \| \| \| \| \| Pachyrhinosaurus perotorum \| \| \| \| |
|  |                                                                                          |
|  | Pachyrhinosaurus lakustai                                                                |
|  |                                                                                          |
|  | Pachyrhinosaurus perotorum                                                               |
|  |                                                                                          |

|  | Pachyrhinosaurus lakustai  |
|  |                            |
|  | Pachyrhinosaurus perotorum |
|  |                            |

|  | Pachyrhinosaurus canadensis                                                              |
|  |                                                                                          |
|  | \| \| Pachyrhinosaurus lakustai \| \| \| \| \| \| Pachyrhinosaurus perotorum \| \| \| \| |
|  |                                                                                          |
|  | Pachyrhinosaurus lakustai                                                                |
|  |                                                                                          |
|  | Pachyrhinosaurus perotorum                                                               |
|  |                                                                                          |

|  | Pachyrhinosaurus lakustai  |
|  |                            |
|  | Pachyrhinosaurus perotorum |
|  |                            |

|  | Sinoceratops zhuchengensis |
|  |                            |
|  | Wendiceratops pinhornensis |
|  |                            |

|  | Rubeosaurus ovatus        |
|  |                           |
|  | Styracosaurus albertensis |
|  |                           |

|  | Coronosaurus brinkmani                                                         |
|  |                                                                                |
|  | \| \| Spinops sternbergorum \| \| \| \| \| \| Centrosaurus apertus \| \| \| \| |
|  |                                                                                |
|  | Spinops sternbergorum                                                          |
|  |                                                                                |
|  | Centrosaurus apertus                                                           |
|  |                                                                                |

|  | Spinops sternbergorum |
|  |                       |
|  | Centrosaurus apertus  |
|  |                       |

|  | Rubeosaurus ovatus        |
|  |                           |
|  | Styracosaurus albertensis |
|  |                           |

|  | Coronosaurus brinkmani                                                         |
|  |                                                                                |
|  | \| \| Spinops sternbergorum \| \| \| \| \| \| Centrosaurus apertus \| \| \| \| |
|  |                                                                                |
|  | Spinops sternbergorum                                                          |
|  |                                                                                |
|  | Centrosaurus apertus                                                           |
|  |                                                                                |

|  | Spinops sternbergorum |
|  |                       |
|  | Centrosaurus apertus  |
|  |                       |

|  | Pachyrhinosaurus canadensis                                                              |
|  |                                                                                          |
|  | \| \| Pachyrhinosaurus lakustai \| \| \| \| \| \| Pachyrhinosaurus perotorum \| \| \| \| |
|  |                                                                                          |
|  | Pachyrhinosaurus lakustai                                                                |
|  |                                                                                          |
|  | Pachyrhinosaurus perotorum                                                               |
|  |                                                                                          |

|  | Pachyrhinosaurus lakustai  |
|  |                            |
|  | Pachyrhinosaurus perotorum |
|  |                            |

|  | Pachyrhinosaurus canadensis                                                              |
|  |                                                                                          |
|  | \| \| Pachyrhinosaurus lakustai \| \| \| \| \| \| Pachyrhinosaurus perotorum \| \| \| \| |
|  |                                                                                          |
|  | Pachyrhinosaurus lakustai                                                                |
|  |                                                                                          |
|  | Pachyrhinosaurus perotorum                                                               |
|  |                                                                                          |

|  | Pachyrhinosaurus lakustai  |
|  |                            |
|  | Pachyrhinosaurus perotorum |
|  |                            |

|  | Pachyrhinosaurus canadensis                                                              |
|  |                                                                                          |
|  | \| \| Pachyrhinosaurus lakustai \| \| \| \| \| \| Pachyrhinosaurus perotorum \| \| \| \| |
|  |                                                                                          |
|  | Pachyrhinosaurus lakustai                                                                |
|  |                                                                                          |
|  | Pachyrhinosaurus perotorum                                                               |
|  |                                                                                          |

|  | Pachyrhinosaurus lakustai  |
|  |                            |
|  | Pachyrhinosaurus perotorum |
|  |                            |

|  | Pachyrhinosaurus canadensis                                                              |
|  |                                                                                          |
|  | \| \| Pachyrhinosaurus lakustai \| \| \| \| \| \| Pachyrhinosaurus perotorum \| \| \| \| |
|  |                                                                                          |
|  | Pachyrhinosaurus lakustai                                                                |
|  |                                                                                          |
|  | Pachyrhinosaurus perotorum                                                               |
|  |                                                                                          |

|  | Pachyrhinosaurus lakustai  |
|  |                            |
|  | Pachyrhinosaurus perotorum |
|  |                            |

|  | Rubeosaurus ovatus        |
|  |                           |
|  | Styracosaurus albertensis |
|  |                           |

|  | Coronosaurus brinkmani                                                         |
|  |                                                                                |
|  | \| \| Spinops sternbergorum \| \| \| \| \| \| Centrosaurus apertus \| \| \| \| |
|  |                                                                                |
|  | Spinops sternbergorum                                                          |
|  |                                                                                |
|  | Centrosaurus apertus                                                           |
|  |                                                                                |

|  | Spinops sternbergorum |
|  |                       |
|  | Centrosaurus apertus  |
|  |                       |

|  | Rubeosaurus ovatus        |
|  |                           |
|  | Styracosaurus albertensis |
|  |                           |

|  | Coronosaurus brinkmani                                                         |
|  |                                                                                |
|  | \| \| Spinops sternbergorum \| \| \| \| \| \| Centrosaurus apertus \| \| \| \| |
|  |                                                                                |
|  | Spinops sternbergorum                                                          |
|  |                                                                                |
|  | Centrosaurus apertus                                                           |
|  |                                                                                |

|  | Spinops sternbergorum |
|  |                       |
|  | Centrosaurus apertus  |
|  |                       |

|  | Pachyrhinosaurus canadensis                                                              |
|  |                                                                                          |
|  | \| \| Pachyrhinosaurus lakustai \| \| \| \| \| \| Pachyrhinosaurus perotorum \| \| \| \| |
|  |                                                                                          |
|  | Pachyrhinosaurus lakustai                                                                |
|  |                                                                                          |
|  | Pachyrhinosaurus perotorum                                                               |
|  |                                                                                          |

|  | Pachyrhinosaurus lakustai  |
|  |                            |
|  | Pachyrhinosaurus perotorum |
|  |                            |

|  | Pachyrhinosaurus canadensis                                                              |
|  |                                                                                          |
|  | \| \| Pachyrhinosaurus lakustai \| \| \| \| \| \| Pachyrhinosaurus perotorum \| \| \| \| |
|  |                                                                                          |
|  | Pachyrhinosaurus lakustai                                                                |
|  |                                                                                          |
|  | Pachyrhinosaurus perotorum                                                               |
|  |                                                                                          |

|  | Pachyrhinosaurus lakustai  |
|  |                            |
|  | Pachyrhinosaurus perotorum |
|  |                            |

|  | Pachyrhinosaurus canadensis                                                              |
|  |                                                                                          |
|  | \| \| Pachyrhinosaurus lakustai \| \| \| \| \| \| Pachyrhinosaurus perotorum \| \| \| \| |
|  |                                                                                          |
|  | Pachyrhinosaurus lakustai                                                                |
|  |                                                                                          |
|  | Pachyrhinosaurus perotorum                                                               |
|  |                                                                                          |

|  | Pachyrhinosaurus lakustai  |
|  |                            |
|  | Pachyrhinosaurus perotorum |
|  |                            |

|  | Pachyrhinosaurus canadensis                                                              |
|  |                                                                                          |
|  | \| \| Pachyrhinosaurus lakustai \| \| \| \| \| \| Pachyrhinosaurus perotorum \| \| \| \| |
|  |                                                                                          |
|  | Pachyrhinosaurus lakustai                                                                |
|  |                                                                                          |
|  | Pachyrhinosaurus perotorum                                                               |
|  |                                                                                          |

|  | Pachyrhinosaurus lakustai  |
|  |                            |
|  | Pachyrhinosaurus perotorum |
|  |                            |

|  | Sinoceratops zhuchengensis |
|  |                            |
|  | Wendiceratops pinhornensis |
|  |                            |

|  | Rubeosaurus ovatus        |
|  |                           |
|  | Styracosaurus albertensis |
|  |                           |

|  | Coronosaurus brinkmani                                                         |
|  |                                                                                |
|  | \| \| Spinops sternbergorum \| \| \| \| \| \| Centrosaurus apertus \| \| \| \| |
|  |                                                                                |
|  | Spinops sternbergorum                                                          |
|  |                                                                                |
|  | Centrosaurus apertus                                                           |
|  |                                                                                |

|  | Spinops sternbergorum |
|  |                       |
|  | Centrosaurus apertus  |
|  |                       |

|  | Rubeosaurus ovatus        |
|  |                           |
|  | Styracosaurus albertensis |
|  |                           |

|  | Coronosaurus brinkmani                                                         |
|  |                                                                                |
|  | \| \| Spinops sternbergorum \| \| \| \| \| \| Centrosaurus apertus \| \| \| \| |
|  |                                                                                |
|  | Spinops sternbergorum                                                          |
|  |                                                                                |
|  | Centrosaurus apertus                                                           |
|  |                                                                                |

|  | Spinops sternbergorum |
|  |                       |
|  | Centrosaurus apertus  |
|  |                       |

|  | Pachyrhinosaurus canadensis                                                              |
|  |                                                                                          |
|  | \| \| Pachyrhinosaurus lakustai \| \| \| \| \| \| Pachyrhinosaurus perotorum \| \| \| \| |
|  |                                                                                          |
|  | Pachyrhinosaurus lakustai                                                                |
|  |                                                                                          |
|  | Pachyrhinosaurus perotorum                                                               |
|  |                                                                                          |

|  | Pachyrhinosaurus lakustai  |
|  |                            |
|  | Pachyrhinosaurus perotorum |
|  |                            |

|  | Pachyrhinosaurus canadensis                                                              |
|  |                                                                                          |
|  | \| \| Pachyrhinosaurus lakustai \| \| \| \| \| \| Pachyrhinosaurus perotorum \| \| \| \| |
|  |                                                                                          |
|  | Pachyrhinosaurus lakustai                                                                |
|  |                                                                                          |
|  | Pachyrhinosaurus perotorum                                                               |
|  |                                                                                          |

|  | Pachyrhinosaurus lakustai  |
|  |                            |
|  | Pachyrhinosaurus perotorum |
|  |                            |

|  | Pachyrhinosaurus canadensis                                                              |
|  |                                                                                          |
|  | \| \| Pachyrhinosaurus lakustai \| \| \| \| \| \| Pachyrhinosaurus perotorum \| \| \| \| |
|  |                                                                                          |
|  | Pachyrhinosaurus lakustai                                                                |
|  |                                                                                          |
|  | Pachyrhinosaurus perotorum                                                               |
|  |                                                                                          |

|  | Pachyrhinosaurus lakustai  |
|  |                            |
|  | Pachyrhinosaurus perotorum |
|  |                            |

|  | Pachyrhinosaurus canadensis                                                              |
|  |                                                                                          |
|  | \| \| Pachyrhinosaurus lakustai \| \| \| \| \| \| Pachyrhinosaurus perotorum \| \| \| \| |
|  |                                                                                          |
|  | Pachyrhinosaurus lakustai                                                                |
|  |                                                                                          |
|  | Pachyrhinosaurus perotorum                                                               |
|  |                                                                                          |

|  | Pachyrhinosaurus lakustai  |
|  |                            |
|  | Pachyrhinosaurus perotorum |
|  |                            |

|  | Rubeosaurus ovatus        |
|  |                           |
|  | Styracosaurus albertensis |
|  |                           |

|  | Coronosaurus brinkmani                                                         |
|  |                                                                                |
|  | \| \| Spinops sternbergorum \| \| \| \| \| \| Centrosaurus apertus \| \| \| \| |
|  |                                                                                |
|  | Spinops sternbergorum                                                          |
|  |                                                                                |
|  | Centrosaurus apertus                                                           |
|  |                                                                                |

|  | Spinops sternbergorum |
|  |                       |
|  | Centrosaurus apertus  |
|  |                       |

|  | Rubeosaurus ovatus        |
|  |                           |
|  | Styracosaurus albertensis |
|  |                           |

|  | Coronosaurus brinkmani                                                         |
|  |                                                                                |
|  | \| \| Spinops sternbergorum \| \| \| \| \| \| Centrosaurus apertus \| \| \| \| |
|  |                                                                                |
|  | Spinops sternbergorum                                                          |
|  |                                                                                |
|  | Centrosaurus apertus                                                           |
|  |                                                                                |

|  | Spinops sternbergorum |
|  |                       |
|  | Centrosaurus apertus  |
|  |                       |

|  | Pachyrhinosaurus canadensis                                                              |
|  |                                                                                          |
|  | \| \| Pachyrhinosaurus lakustai \| \| \| \| \| \| Pachyrhinosaurus perotorum \| \| \| \| |
|  |                                                                                          |
|  | Pachyrhinosaurus lakustai                                                                |
|  |                                                                                          |
|  | Pachyrhinosaurus perotorum                                                               |
|  |                                                                                          |

|  | Pachyrhinosaurus lakustai  |
|  |                            |
|  | Pachyrhinosaurus perotorum |
|  |                            |

|  | Pachyrhinosaurus canadensis                                                              |
|  |                                                                                          |
|  | \| \| Pachyrhinosaurus lakustai \| \| \| \| \| \| Pachyrhinosaurus perotorum \| \| \| \| |
|  |                                                                                          |
|  | Pachyrhinosaurus lakustai                                                                |
|  |                                                                                          |
|  | Pachyrhinosaurus perotorum                                                               |
|  |                                                                                          |

|  | Pachyrhinosaurus lakustai  |
|  |                            |
|  | Pachyrhinosaurus perotorum |
|  |                            |

|  | Pachyrhinosaurus canadensis                                                              |
|  |                                                                                          |
|  | \| \| Pachyrhinosaurus lakustai \| \| \| \| \| \| Pachyrhinosaurus perotorum \| \| \| \| |
|  |                                                                                          |
|  | Pachyrhinosaurus lakustai                                                                |
|  |                                                                                          |
|  | Pachyrhinosaurus perotorum                                                               |
|  |                                                                                          |

|  | Pachyrhinosaurus lakustai  |
|  |                            |
|  | Pachyrhinosaurus perotorum |
|  |                            |

|  | Pachyrhinosaurus canadensis                                                              |
|  |                                                                                          |
|  | \| \| Pachyrhinosaurus lakustai \| \| \| \| \| \| Pachyrhinosaurus perotorum \| \| \| \| |
|  |                                                                                          |
|  | Pachyrhinosaurus lakustai                                                                |
|  |                                                                                          |
|  | Pachyrhinosaurus perotorum                                                               |
|  |                                                                                          |

|  | Pachyrhinosaurus lakustai  |
|  |                            |
|  | Pachyrhinosaurus perotorum |
|  |                            |

|  | Avaceratops lammersi (ANSP 15800) |
|  |                                   |
|  | MOR 692                           |
|  |                                   |
|  | CMN 8804                          |
|  |                                   |
|  | Nasutoceratops titusi             |
|  |                                   |
|  | Malta new taxon                   |
|  |                                   |

|  | Sinoceratops zhuchengensis |
|  |                            |
|  | Wendiceratops pinhornensis |
|  |                            |

|  | Rubeosaurus ovatus        |
|  |                           |
|  | Styracosaurus albertensis |
|  |                           |

|  | Coronosaurus brinkmani                                                         |
|  |                                                                                |
|  | \| \| Spinops sternbergorum \| \| \| \| \| \| Centrosaurus apertus \| \| \| \| |
|  |                                                                                |
|  | Spinops sternbergorum                                                          |
|  |                                                                                |
|  | Centrosaurus apertus                                                           |
|  |                                                                                |

|  | Spinops sternbergorum |
|  |                       |
|  | Centrosaurus apertus  |
|  |                       |

|  | Rubeosaurus ovatus        |
|  |                           |
|  | Styracosaurus albertensis |
|  |                           |

|  | Coronosaurus brinkmani                                                         |
|  |                                                                                |
|  | \| \| Spinops sternbergorum \| \| \| \| \| \| Centrosaurus apertus \| \| \| \| |
|  |                                                                                |
|  | Spinops sternbergorum                                                          |
|  |                                                                                |
|  | Centrosaurus apertus                                                           |
|  |                                                                                |

|  | Spinops sternbergorum |
|  |                       |
|  | Centrosaurus apertus  |
|  |                       |

|  | Pachyrhinosaurus canadensis                                                              |
|  |                                                                                          |
|  | \| \| Pachyrhinosaurus lakustai \| \| \| \| \| \| Pachyrhinosaurus perotorum \| \| \| \| |
|  |                                                                                          |
|  | Pachyrhinosaurus lakustai                                                                |
|  |                                                                                          |
|  | Pachyrhinosaurus perotorum                                                               |
|  |                                                                                          |

|  | Pachyrhinosaurus lakustai  |
|  |                            |
|  | Pachyrhinosaurus perotorum |
|  |                            |

|  | Pachyrhinosaurus canadensis                                                              |
|  |                                                                                          |
|  | \| \| Pachyrhinosaurus lakustai \| \| \| \| \| \| Pachyrhinosaurus perotorum \| \| \| \| |
|  |                                                                                          |
|  | Pachyrhinosaurus lakustai                                                                |
|  |                                                                                          |
|  | Pachyrhinosaurus perotorum                                                               |
|  |                                                                                          |

|  | Pachyrhinosaurus lakustai  |
|  |                            |
|  | Pachyrhinosaurus perotorum |
|  |                            |

|  | Pachyrhinosaurus canadensis                                                              |
|  |                                                                                          |
|  | \| \| Pachyrhinosaurus lakustai \| \| \| \| \| \| Pachyrhinosaurus perotorum \| \| \| \| |
|  |                                                                                          |
|  | Pachyrhinosaurus lakustai                                                                |
|  |                                                                                          |
|  | Pachyrhinosaurus perotorum                                                               |
|  |                                                                                          |

|  | Pachyrhinosaurus lakustai  |
|  |                            |
|  | Pachyrhinosaurus perotorum |
|  |                            |

|  | Pachyrhinosaurus canadensis                                                              |
|  |                                                                                          |
|  | \| \| Pachyrhinosaurus lakustai \| \| \| \| \| \| Pachyrhinosaurus perotorum \| \| \| \| |
|  |                                                                                          |
|  | Pachyrhinosaurus lakustai                                                                |
|  |                                                                                          |
|  | Pachyrhinosaurus perotorum                                                               |
|  |                                                                                          |

|  | Pachyrhinosaurus lakustai  |
|  |                            |
|  | Pachyrhinosaurus perotorum |
|  |                            |

|  | Rubeosaurus ovatus        |
|  |                           |
|  | Styracosaurus albertensis |
|  |                           |

|  | Coronosaurus brinkmani                                                         |
|  |                                                                                |
|  | \| \| Spinops sternbergorum \| \| \| \| \| \| Centrosaurus apertus \| \| \| \| |
|  |                                                                                |
|  | Spinops sternbergorum                                                          |
|  |                                                                                |
|  | Centrosaurus apertus                                                           |
|  |                                                                                |

|  | Spinops sternbergorum |
|  |                       |
|  | Centrosaurus apertus  |
|  |                       |

|  | Rubeosaurus ovatus        |
|  |                           |
|  | Styracosaurus albertensis |
|  |                           |

|  | Coronosaurus brinkmani                                                         |
|  |                                                                                |
|  | \| \| Spinops sternbergorum \| \| \| \| \| \| Centrosaurus apertus \| \| \| \| |
|  |                                                                                |
|  | Spinops sternbergorum                                                          |
|  |                                                                                |
|  | Centrosaurus apertus                                                           |
|  |                                                                                |

|  | Spinops sternbergorum |
|  |                       |
|  | Centrosaurus apertus  |
|  |                       |

|  | Pachyrhinosaurus canadensis                                                              |
|  |                                                                                          |
|  | \| \| Pachyrhinosaurus lakustai \| \| \| \| \| \| Pachyrhinosaurus perotorum \| \| \| \| |
|  |                                                                                          |
|  | Pachyrhinosaurus lakustai                                                                |
|  |                                                                                          |
|  | Pachyrhinosaurus perotorum                                                               |
|  |                                                                                          |

|  | Pachyrhinosaurus lakustai  |
|  |                            |
|  | Pachyrhinosaurus perotorum |
|  |                            |

|  | Pachyrhinosaurus canadensis                                                              |
|  |                                                                                          |
|  | \| \| Pachyrhinosaurus lakustai \| \| \| \| \| \| Pachyrhinosaurus perotorum \| \| \| \| |
|  |                                                                                          |
|  | Pachyrhinosaurus lakustai                                                                |
|  |                                                                                          |
|  | Pachyrhinosaurus perotorum                                                               |
|  |                                                                                          |

|  | Pachyrhinosaurus lakustai  |
|  |                            |
|  | Pachyrhinosaurus perotorum |
|  |                            |

|  | Pachyrhinosaurus canadensis                                                              |
|  |                                                                                          |
|  | \| \| Pachyrhinosaurus lakustai \| \| \| \| \| \| Pachyrhinosaurus perotorum \| \| \| \| |
|  |                                                                                          |
|  | Pachyrhinosaurus lakustai                                                                |
|  |                                                                                          |
|  | Pachyrhinosaurus perotorum                                                               |
|  |                                                                                          |

|  | Pachyrhinosaurus lakustai  |
|  |                            |
|  | Pachyrhinosaurus perotorum |
|  |                            |

|  | Pachyrhinosaurus canadensis                                                              |
|  |                                                                                          |
|  | \| \| Pachyrhinosaurus lakustai \| \| \| \| \| \| Pachyrhinosaurus perotorum \| \| \| \| |
|  |                                                                                          |
|  | Pachyrhinosaurus lakustai                                                                |
|  |                                                                                          |
|  | Pachyrhinosaurus perotorum                                                               |
|  |                                                                                          |

|  | Pachyrhinosaurus lakustai  |
|  |                            |
|  | Pachyrhinosaurus perotorum |
|  |                            |

|  | Sinoceratops zhuchengensis |
|  |                            |
|  | Wendiceratops pinhornensis |
|  |                            |

|  | Rubeosaurus ovatus        |
|  |                           |
|  | Styracosaurus albertensis |
|  |                           |

|  | Coronosaurus brinkmani                                                         |
|  |                                                                                |
|  | \| \| Spinops sternbergorum \| \| \| \| \| \| Centrosaurus apertus \| \| \| \| |
|  |                                                                                |
|  | Spinops sternbergorum                                                          |
|  |                                                                                |
|  | Centrosaurus apertus                                                           |
|  |                                                                                |

|  | Spinops sternbergorum |
|  |                       |
|  | Centrosaurus apertus  |
|  |                       |

|  | Rubeosaurus ovatus        |
|  |                           |
|  | Styracosaurus albertensis |
|  |                           |

|  | Coronosaurus brinkmani                                                         |
|  |                                                                                |
|  | \| \| Spinops sternbergorum \| \| \| \| \| \| Centrosaurus apertus \| \| \| \| |
|  |                                                                                |
|  | Spinops sternbergorum                                                          |
|  |                                                                                |
|  | Centrosaurus apertus                                                           |
|  |                                                                                |

|  | Spinops sternbergorum |
|  |                       |
|  | Centrosaurus apertus  |
|  |                       |

|  | Pachyrhinosaurus canadensis                                                              |
|  |                                                                                          |
|  | \| \| Pachyrhinosaurus lakustai \| \| \| \| \| \| Pachyrhinosaurus perotorum \| \| \| \| |
|  |                                                                                          |
|  | Pachyrhinosaurus lakustai                                                                |
|  |                                                                                          |
|  | Pachyrhinosaurus perotorum                                                               |
|  |                                                                                          |

|  | Pachyrhinosaurus lakustai  |
|  |                            |
|  | Pachyrhinosaurus perotorum |
|  |                            |

|  | Pachyrhinosaurus canadensis                                                              |
|  |                                                                                          |
|  | \| \| Pachyrhinosaurus lakustai \| \| \| \| \| \| Pachyrhinosaurus perotorum \| \| \| \| |
|  |                                                                                          |
|  | Pachyrhinosaurus lakustai                                                                |
|  |                                                                                          |
|  | Pachyrhinosaurus perotorum                                                               |
|  |                                                                                          |

|  | Pachyrhinosaurus lakustai  |
|  |                            |
|  | Pachyrhinosaurus perotorum |
|  |                            |

|  | Pachyrhinosaurus canadensis                                                              |
|  |                                                                                          |
|  | \| \| Pachyrhinosaurus lakustai \| \| \| \| \| \| Pachyrhinosaurus perotorum \| \| \| \| |
|  |                                                                                          |
|  | Pachyrhinosaurus lakustai                                                                |
|  |                                                                                          |
|  | Pachyrhinosaurus perotorum                                                               |
|  |                                                                                          |

|  | Pachyrhinosaurus lakustai  |
|  |                            |
|  | Pachyrhinosaurus perotorum |
|  |                            |

|  | Pachyrhinosaurus canadensis                                                              |
|  |                                                                                          |
|  | \| \| Pachyrhinosaurus lakustai \| \| \| \| \| \| Pachyrhinosaurus perotorum \| \| \| \| |
|  |                                                                                          |
|  | Pachyrhinosaurus lakustai                                                                |
|  |                                                                                          |
|  | Pachyrhinosaurus perotorum                                                               |
|  |                                                                                          |

|  | Pachyrhinosaurus lakustai  |
|  |                            |
|  | Pachyrhinosaurus perotorum |
|  |                            |

|  | Rubeosaurus ovatus        |
|  |                           |
|  | Styracosaurus albertensis |
|  |                           |

|  | Coronosaurus brinkmani                                                         |
|  |                                                                                |
|  | \| \| Spinops sternbergorum \| \| \| \| \| \| Centrosaurus apertus \| \| \| \| |
|  |                                                                                |
|  | Spinops sternbergorum                                                          |
|  |                                                                                |
|  | Centrosaurus apertus                                                           |
|  |                                                                                |

|  | Spinops sternbergorum |
|  |                       |
|  | Centrosaurus apertus  |
|  |                       |

|  | Rubeosaurus ovatus        |
|  |                           |
|  | Styracosaurus albertensis |
|  |                           |

|  | Coronosaurus brinkmani                                                         |
|  |                                                                                |
|  | \| \| Spinops sternbergorum \| \| \| \| \| \| Centrosaurus apertus \| \| \| \| |
|  |                                                                                |
|  | Spinops sternbergorum                                                          |
|  |                                                                                |
|  | Centrosaurus apertus                                                           |
|  |                                                                                |

|  | Spinops sternbergorum |
|  |                       |
|  | Centrosaurus apertus  |
|  |                       |

|  | Pachyrhinosaurus canadensis                                                              |
|  |                                                                                          |
|  | \| \| Pachyrhinosaurus lakustai \| \| \| \| \| \| Pachyrhinosaurus perotorum \| \| \| \| |
|  |                                                                                          |
|  | Pachyrhinosaurus lakustai                                                                |
|  |                                                                                          |
|  | Pachyrhinosaurus perotorum                                                               |
|  |                                                                                          |

|  | Pachyrhinosaurus lakustai  |
|  |                            |
|  | Pachyrhinosaurus perotorum |
|  |                            |

|  | Pachyrhinosaurus canadensis                                                              |
|  |                                                                                          |
|  | \| \| Pachyrhinosaurus lakustai \| \| \| \| \| \| Pachyrhinosaurus perotorum \| \| \| \| |
|  |                                                                                          |
|  | Pachyrhinosaurus lakustai                                                                |
|  |                                                                                          |
|  | Pachyrhinosaurus perotorum                                                               |
|  |                                                                                          |

|  | Pachyrhinosaurus lakustai  |
|  |                            |
|  | Pachyrhinosaurus perotorum |
|  |                            |

|  | Pachyrhinosaurus canadensis                                                              |
|  |                                                                                          |
|  | \| \| Pachyrhinosaurus lakustai \| \| \| \| \| \| Pachyrhinosaurus perotorum \| \| \| \| |
|  |                                                                                          |
|  | Pachyrhinosaurus lakustai                                                                |
|  |                                                                                          |
|  | Pachyrhinosaurus perotorum                                                               |
|  |                                                                                          |

|  | Pachyrhinosaurus lakustai  |
|  |                            |
|  | Pachyrhinosaurus perotorum |
|  |                            |

|  | Pachyrhinosaurus canadensis                                                              |
|  |                                                                                          |
|  | \| \| Pachyrhinosaurus lakustai \| \| \| \| \| \| Pachyrhinosaurus perotorum \| \| \| \| |
|  |                                                                                          |
|  | Pachyrhinosaurus lakustai                                                                |
|  |                                                                                          |
|  | Pachyrhinosaurus perotorum                                                               |
|  |                                                                                          |

|  | Pachyrhinosaurus lakustai  |
|  |                            |
|  | Pachyrhinosaurus perotorum |
|  |                            |

|  | Sinoceratops zhuchengensis |
|  |                            |
|  | Wendiceratops pinhornensis |
|  |                            |

|  | Rubeosaurus ovatus        |
|  |                           |
|  | Styracosaurus albertensis |
|  |                           |

|  | Coronosaurus brinkmani                                                         |
|  |                                                                                |
|  | \| \| Spinops sternbergorum \| \| \| \| \| \| Centrosaurus apertus \| \| \| \| |
|  |                                                                                |
|  | Spinops sternbergorum                                                          |
|  |                                                                                |
|  | Centrosaurus apertus                                                           |
|  |                                                                                |

|  | Spinops sternbergorum |
|  |                       |
|  | Centrosaurus apertus  |
|  |                       |

|  | Rubeosaurus ovatus        |
|  |                           |
|  | Styracosaurus albertensis |
|  |                           |

|  | Coronosaurus brinkmani                                                         |
|  |                                                                                |
|  | \| \| Spinops sternbergorum \| \| \| \| \| \| Centrosaurus apertus \| \| \| \| |
|  |                                                                                |
|  | Spinops sternbergorum                                                          |
|  |                                                                                |
|  | Centrosaurus apertus                                                           |
|  |                                                                                |

|  | Spinops sternbergorum |
|  |                       |
|  | Centrosaurus apertus  |
|  |                       |

|  | Pachyrhinosaurus canadensis                                                              |
|  |                                                                                          |
|  | \| \| Pachyrhinosaurus lakustai \| \| \| \| \| \| Pachyrhinosaurus perotorum \| \| \| \| |
|  |                                                                                          |
|  | Pachyrhinosaurus lakustai                                                                |
|  |                                                                                          |
|  | Pachyrhinosaurus perotorum                                                               |
|  |                                                                                          |

|  | Pachyrhinosaurus lakustai  |
|  |                            |
|  | Pachyrhinosaurus perotorum |
|  |                            |

|  | Pachyrhinosaurus canadensis                                                              |
|  |                                                                                          |
|  | \| \| Pachyrhinosaurus lakustai \| \| \| \| \| \| Pachyrhinosaurus perotorum \| \| \| \| |
|  |                                                                                          |
|  | Pachyrhinosaurus lakustai                                                                |
|  |                                                                                          |
|  | Pachyrhinosaurus perotorum                                                               |
|  |                                                                                          |

|  | Pachyrhinosaurus lakustai  |
|  |                            |
|  | Pachyrhinosaurus perotorum |
|  |                            |

|  | Pachyrhinosaurus canadensis                                                              |
|  |                                                                                          |
|  | \| \| Pachyrhinosaurus lakustai \| \| \| \| \| \| Pachyrhinosaurus perotorum \| \| \| \| |
|  |                                                                                          |
|  | Pachyrhinosaurus lakustai                                                                |
|  |                                                                                          |
|  | Pachyrhinosaurus perotorum                                                               |
|  |                                                                                          |

|  | Pachyrhinosaurus lakustai  |
|  |                            |
|  | Pachyrhinosaurus perotorum |
|  |                            |

|  | Pachyrhinosaurus canadensis                                                              |
|  |                                                                                          |
|  | \| \| Pachyrhinosaurus lakustai \| \| \| \| \| \| Pachyrhinosaurus perotorum \| \| \| \| |
|  |                                                                                          |
|  | Pachyrhinosaurus lakustai                                                                |
|  |                                                                                          |
|  | Pachyrhinosaurus perotorum                                                               |
|  |                                                                                          |

|  | Pachyrhinosaurus lakustai  |
|  |                            |
|  | Pachyrhinosaurus perotorum |
|  |                            |

|  | Rubeosaurus ovatus        |
|  |                           |
|  | Styracosaurus albertensis |
|  |                           |

|  | Coronosaurus brinkmani                                                         |
|  |                                                                                |
|  | \| \| Spinops sternbergorum \| \| \| \| \| \| Centrosaurus apertus \| \| \| \| |
|  |                                                                                |
|  | Spinops sternbergorum                                                          |
|  |                                                                                |
|  | Centrosaurus apertus                                                           |
|  |                                                                                |

|  | Spinops sternbergorum |
|  |                       |
|  | Centrosaurus apertus  |
|  |                       |

|  | Rubeosaurus ovatus        |
|  |                           |
|  | Styracosaurus albertensis |
|  |                           |

|  | Coronosaurus brinkmani                                                         |
|  |                                                                                |
|  | \| \| Spinops sternbergorum \| \| \| \| \| \| Centrosaurus apertus \| \| \| \| |
|  |                                                                                |
|  | Spinops sternbergorum                                                          |
|  |                                                                                |
|  | Centrosaurus apertus                                                           |
|  |                                                                                |

|  | Spinops sternbergorum |
|  |                       |
|  | Centrosaurus apertus  |
|  |                       |

|  | Pachyrhinosaurus canadensis                                                              |
|  |                                                                                          |
|  | \| \| Pachyrhinosaurus lakustai \| \| \| \| \| \| Pachyrhinosaurus perotorum \| \| \| \| |
|  |                                                                                          |
|  | Pachyrhinosaurus lakustai                                                                |
|  |                                                                                          |
|  | Pachyrhinosaurus perotorum                                                               |
|  |                                                                                          |

|  | Pachyrhinosaurus lakustai  |
|  |                            |
|  | Pachyrhinosaurus perotorum |
|  |                            |

|  | Pachyrhinosaurus canadensis                                                              |
|  |                                                                                          |
|  | \| \| Pachyrhinosaurus lakustai \| \| \| \| \| \| Pachyrhinosaurus perotorum \| \| \| \| |
|  |                                                                                          |
|  | Pachyrhinosaurus lakustai                                                                |
|  |                                                                                          |
|  | Pachyrhinosaurus perotorum                                                               |
|  |                                                                                          |

|  | Pachyrhinosaurus lakustai  |
|  |                            |
|  | Pachyrhinosaurus perotorum |
|  |                            |

|  | Pachyrhinosaurus canadensis                                                              |
|  |                                                                                          |
|  | \| \| Pachyrhinosaurus lakustai \| \| \| \| \| \| Pachyrhinosaurus perotorum \| \| \| \| |
|  |                                                                                          |
|  | Pachyrhinosaurus lakustai                                                                |
|  |                                                                                          |
|  | Pachyrhinosaurus perotorum                                                               |
|  |                                                                                          |

|  | Pachyrhinosaurus lakustai  |
|  |                            |
|  | Pachyrhinosaurus perotorum |
|  |                            |

|  | Pachyrhinosaurus canadensis                                                              |
|  |                                                                                          |
|  | \| \| Pachyrhinosaurus lakustai \| \| \| \| \| \| Pachyrhinosaurus perotorum \| \| \| \| |
|  |                                                                                          |
|  | Pachyrhinosaurus lakustai                                                                |
|  |                                                                                          |
|  | Pachyrhinosaurus perotorum                                                               |
|  |                                                                                          |

|  | Pachyrhinosaurus lakustai  |
|  |                            |
|  | Pachyrhinosaurus perotorum |
|  |                            |

|  | Sinoceratops zhuchengensis |
|  |                            |
|  | Wendiceratops pinhornensis |
|  |                            |

|  | Rubeosaurus ovatus        |
|  |                           |
|  | Styracosaurus albertensis |
|  |                           |

|  | Coronosaurus brinkmani                                                         |
|  |                                                                                |
|  | \| \| Spinops sternbergorum \| \| \| \| \| \| Centrosaurus apertus \| \| \| \| |
|  |                                                                                |
|  | Spinops sternbergorum                                                          |
|  |                                                                                |
|  | Centrosaurus apertus                                                           |
|  |                                                                                |

|  | Spinops sternbergorum |
|  |                       |
|  | Centrosaurus apertus  |
|  |                       |

|  | Rubeosaurus ovatus        |
|  |                           |
|  | Styracosaurus albertensis |
|  |                           |

|  | Coronosaurus brinkmani                                                         |
|  |                                                                                |
|  | \| \| Spinops sternbergorum \| \| \| \| \| \| Centrosaurus apertus \| \| \| \| |
|  |                                                                                |
|  | Spinops sternbergorum                                                          |
|  |                                                                                |
|  | Centrosaurus apertus                                                           |
|  |                                                                                |

|  | Spinops sternbergorum |
|  |                       |
|  | Centrosaurus apertus  |
|  |                       |

|  | Pachyrhinosaurus canadensis                                                              |
|  |                                                                                          |
|  | \| \| Pachyrhinosaurus lakustai \| \| \| \| \| \| Pachyrhinosaurus perotorum \| \| \| \| |
|  |                                                                                          |
|  | Pachyrhinosaurus lakustai                                                                |
|  |                                                                                          |
|  | Pachyrhinosaurus perotorum                                                               |
|  |                                                                                          |

|  | Pachyrhinosaurus lakustai  |
|  |                            |
|  | Pachyrhinosaurus perotorum |
|  |                            |

|  | Pachyrhinosaurus canadensis                                                              |
|  |                                                                                          |
|  | \| \| Pachyrhinosaurus lakustai \| \| \| \| \| \| Pachyrhinosaurus perotorum \| \| \| \| |
|  |                                                                                          |
|  | Pachyrhinosaurus lakustai                                                                |
|  |                                                                                          |
|  | Pachyrhinosaurus perotorum                                                               |
|  |                                                                                          |

|  | Pachyrhinosaurus lakustai  |
|  |                            |
|  | Pachyrhinosaurus perotorum |
|  |                            |

|  | Pachyrhinosaurus canadensis                                                              |
|  |                                                                                          |
|  | \| \| Pachyrhinosaurus lakustai \| \| \| \| \| \| Pachyrhinosaurus perotorum \| \| \| \| |
|  |                                                                                          |
|  | Pachyrhinosaurus lakustai                                                                |
|  |                                                                                          |
|  | Pachyrhinosaurus perotorum                                                               |
|  |                                                                                          |

|  | Pachyrhinosaurus lakustai  |
|  |                            |
|  | Pachyrhinosaurus perotorum |
|  |                            |

|  | Pachyrhinosaurus canadensis                                                              |
|  |                                                                                          |
|  | \| \| Pachyrhinosaurus lakustai \| \| \| \| \| \| Pachyrhinosaurus perotorum \| \| \| \| |
|  |                                                                                          |
|  | Pachyrhinosaurus lakustai                                                                |
|  |                                                                                          |
|  | Pachyrhinosaurus perotorum                                                               |
|  |                                                                                          |

|  | Pachyrhinosaurus lakustai  |
|  |                            |
|  | Pachyrhinosaurus perotorum |
|  |                            |

|  | Rubeosaurus ovatus        |
|  |                           |
|  | Styracosaurus albertensis |
|  |                           |

|  | Coronosaurus brinkmani                                                         |
|  |                                                                                |
|  | \| \| Spinops sternbergorum \| \| \| \| \| \| Centrosaurus apertus \| \| \| \| |
|  |                                                                                |
|  | Spinops sternbergorum                                                          |
|  |                                                                                |
|  | Centrosaurus apertus                                                           |
|  |                                                                                |

|  | Spinops sternbergorum |
|  |                       |
|  | Centrosaurus apertus  |
|  |                       |

|  | Rubeosaurus ovatus        |
|  |                           |
|  | Styracosaurus albertensis |
|  |                           |

|  | Coronosaurus brinkmani                                                         |
|  |                                                                                |
|  | \| \| Spinops sternbergorum \| \| \| \| \| \| Centrosaurus apertus \| \| \| \| |
|  |                                                                                |
|  | Spinops sternbergorum                                                          |
|  |                                                                                |
|  | Centrosaurus apertus                                                           |
|  |                                                                                |

|  | Spinops sternbergorum |
|  |                       |
|  | Centrosaurus apertus  |
|  |                       |

|  | Pachyrhinosaurus canadensis                                                              |
|  |                                                                                          |
|  | \| \| Pachyrhinosaurus lakustai \| \| \| \| \| \| Pachyrhinosaurus perotorum \| \| \| \| |
|  |                                                                                          |
|  | Pachyrhinosaurus lakustai                                                                |
|  |                                                                                          |
|  | Pachyrhinosaurus perotorum                                                               |
|  |                                                                                          |

|  | Pachyrhinosaurus lakustai  |
|  |                            |
|  | Pachyrhinosaurus perotorum |
|  |                            |

|  | Pachyrhinosaurus canadensis                                                              |
|  |                                                                                          |
|  | \| \| Pachyrhinosaurus lakustai \| \| \| \| \| \| Pachyrhinosaurus perotorum \| \| \| \| |
|  |                                                                                          |
|  | Pachyrhinosaurus lakustai                                                                |
|  |                                                                                          |
|  | Pachyrhinosaurus perotorum                                                               |
|  |                                                                                          |

|  | Pachyrhinosaurus lakustai  |
|  |                            |
|  | Pachyrhinosaurus perotorum |
|  |                            |

|  | Pachyrhinosaurus canadensis                                                              |
|  |                                                                                          |
|  | \| \| Pachyrhinosaurus lakustai \| \| \| \| \| \| Pachyrhinosaurus perotorum \| \| \| \| |
|  |                                                                                          |
|  | Pachyrhinosaurus lakustai                                                                |
|  |                                                                                          |
|  | Pachyrhinosaurus perotorum                                                               |
|  |                                                                                          |

|  | Pachyrhinosaurus lakustai  |
|  |                            |
|  | Pachyrhinosaurus perotorum |
|  |                            |

|  | Pachyrhinosaurus canadensis                                                              |
|  |                                                                                          |
|  | \| \| Pachyrhinosaurus lakustai \| \| \| \| \| \| Pachyrhinosaurus perotorum \| \| \| \| |
|  |                                                                                          |
|  | Pachyrhinosaurus lakustai                                                                |
|  |                                                                                          |
|  | Pachyrhinosaurus perotorum                                                               |
|  |                                                                                          |

|  | Pachyrhinosaurus lakustai  |
|  |                            |
|  | Pachyrhinosaurus perotorum |
|  |                            |

|  | Avaceratops lammersi (ANSP 15800) |
|  |                                   |
|  | MOR 692                           |
|  |                                   |
|  | CMN 8804                          |
|  |                                   |
|  | Nasutoceratops titusi             |
|  |                                   |
|  | Malta new taxon                   |
|  |                                   |

|  | Sinoceratops zhuchengensis |
|  |                            |
|  | Wendiceratops pinhornensis |
|  |                            |

|  | Rubeosaurus ovatus        |
|  |                           |
|  | Styracosaurus albertensis |
|  |                           |

|  | Coronosaurus brinkmani                                                         |
|  |                                                                                |
|  | \| \| Spinops sternbergorum \| \| \| \| \| \| Centrosaurus apertus \| \| \| \| |
|  |                                                                                |
|  | Spinops sternbergorum                                                          |
|  |                                                                                |
|  | Centrosaurus apertus                                                           |
|  |                                                                                |

|  | Spinops sternbergorum |
|  |                       |
|  | Centrosaurus apertus  |
|  |                       |

|  | Rubeosaurus ovatus        |
|  |                           |
|  | Styracosaurus albertensis |
|  |                           |

|  | Coronosaurus brinkmani                                                         |
|  |                                                                                |
|  | \| \| Spinops sternbergorum \| \| \| \| \| \| Centrosaurus apertus \| \| \| \| |
|  |                                                                                |
|  | Spinops sternbergorum                                                          |
|  |                                                                                |
|  | Centrosaurus apertus                                                           |
|  |                                                                                |

|  | Spinops sternbergorum |
|  |                       |
|  | Centrosaurus apertus  |
|  |                       |

|  | Pachyrhinosaurus canadensis                                                              |
|  |                                                                                          |
|  | \| \| Pachyrhinosaurus lakustai \| \| \| \| \| \| Pachyrhinosaurus perotorum \| \| \| \| |
|  |                                                                                          |
|  | Pachyrhinosaurus lakustai                                                                |
|  |                                                                                          |
|  | Pachyrhinosaurus perotorum                                                               |
|  |                                                                                          |

|  | Pachyrhinosaurus lakustai  |
|  |                            |
|  | Pachyrhinosaurus perotorum |
|  |                            |

|  | Pachyrhinosaurus canadensis                                                              |
|  |                                                                                          |
|  | \| \| Pachyrhinosaurus lakustai \| \| \| \| \| \| Pachyrhinosaurus perotorum \| \| \| \| |
|  |                                                                                          |
|  | Pachyrhinosaurus lakustai                                                                |
|  |                                                                                          |
|  | Pachyrhinosaurus perotorum                                                               |
|  |                                                                                          |

|  | Pachyrhinosaurus lakustai  |
|  |                            |
|  | Pachyrhinosaurus perotorum |
|  |                            |

|  | Pachyrhinosaurus canadensis                                                              |
|  |                                                                                          |
|  | \| \| Pachyrhinosaurus lakustai \| \| \| \| \| \| Pachyrhinosaurus perotorum \| \| \| \| |
|  |                                                                                          |
|  | Pachyrhinosaurus lakustai                                                                |
|  |                                                                                          |
|  | Pachyrhinosaurus perotorum                                                               |
|  |                                                                                          |

|  | Pachyrhinosaurus lakustai  |
|  |                            |
|  | Pachyrhinosaurus perotorum |
|  |                            |

|  | Pachyrhinosaurus canadensis                                                              |
|  |                                                                                          |
|  | \| \| Pachyrhinosaurus lakustai \| \| \| \| \| \| Pachyrhinosaurus perotorum \| \| \| \| |
|  |                                                                                          |
|  | Pachyrhinosaurus lakustai                                                                |
|  |                                                                                          |
|  | Pachyrhinosaurus perotorum                                                               |
|  |                                                                                          |

|  | Pachyrhinosaurus lakustai  |
|  |                            |
|  | Pachyrhinosaurus perotorum |
|  |                            |

|  | Rubeosaurus ovatus        |
|  |                           |
|  | Styracosaurus albertensis |
|  |                           |

|  | Coronosaurus brinkmani                                                         |
|  |                                                                                |
|  | \| \| Spinops sternbergorum \| \| \| \| \| \| Centrosaurus apertus \| \| \| \| |
|  |                                                                                |
|  | Spinops sternbergorum                                                          |
|  |                                                                                |
|  | Centrosaurus apertus                                                           |
|  |                                                                                |

|  | Spinops sternbergorum |
|  |                       |
|  | Centrosaurus apertus  |
|  |                       |

|  | Rubeosaurus ovatus        |
|  |                           |
|  | Styracosaurus albertensis |
|  |                           |

|  | Coronosaurus brinkmani                                                         |
|  |                                                                                |
|  | \| \| Spinops sternbergorum \| \| \| \| \| \| Centrosaurus apertus \| \| \| \| |
|  |                                                                                |
|  | Spinops sternbergorum                                                          |
|  |                                                                                |
|  | Centrosaurus apertus                                                           |
|  |                                                                                |

|  | Spinops sternbergorum |
|  |                       |
|  | Centrosaurus apertus  |
|  |                       |

|  | Pachyrhinosaurus canadensis                                                              |
|  |                                                                                          |
|  | \| \| Pachyrhinosaurus lakustai \| \| \| \| \| \| Pachyrhinosaurus perotorum \| \| \| \| |
|  |                                                                                          |
|  | Pachyrhinosaurus lakustai                                                                |
|  |                                                                                          |
|  | Pachyrhinosaurus perotorum                                                               |
|  |                                                                                          |

|  | Pachyrhinosaurus lakustai  |
|  |                            |
|  | Pachyrhinosaurus perotorum |
|  |                            |

|  | Pachyrhinosaurus canadensis                                                              |
|  |                                                                                          |
|  | \| \| Pachyrhinosaurus lakustai \| \| \| \| \| \| Pachyrhinosaurus perotorum \| \| \| \| |
|  |                                                                                          |
|  | Pachyrhinosaurus lakustai                                                                |
|  |                                                                                          |
|  | Pachyrhinosaurus perotorum                                                               |
|  |                                                                                          |

|  | Pachyrhinosaurus lakustai  |
|  |                            |
|  | Pachyrhinosaurus perotorum |
|  |                            |

|  | Pachyrhinosaurus canadensis                                                              |
|  |                                                                                          |
|  | \| \| Pachyrhinosaurus lakustai \| \| \| \| \| \| Pachyrhinosaurus perotorum \| \| \| \| |
|  |                                                                                          |
|  | Pachyrhinosaurus lakustai                                                                |
|  |                                                                                          |
|  | Pachyrhinosaurus perotorum                                                               |
|  |                                                                                          |

|  | Pachyrhinosaurus lakustai  |
|  |                            |
|  | Pachyrhinosaurus perotorum |
|  |                            |

|  | Pachyrhinosaurus canadensis                                                              |
|  |                                                                                          |
|  | \| \| Pachyrhinosaurus lakustai \| \| \| \| \| \| Pachyrhinosaurus perotorum \| \| \| \| |
|  |                                                                                          |
|  | Pachyrhinosaurus lakustai                                                                |
|  |                                                                                          |
|  | Pachyrhinosaurus perotorum                                                               |
|  |                                                                                          |

|  | Pachyrhinosaurus lakustai  |
|  |                            |
|  | Pachyrhinosaurus perotorum |
|  |                            |

|  | Sinoceratops zhuchengensis |
|  |                            |
|  | Wendiceratops pinhornensis |
|  |                            |

|  | Rubeosaurus ovatus        |
|  |                           |
|  | Styracosaurus albertensis |
|  |                           |

|  | Coronosaurus brinkmani                                                         |
|  |                                                                                |
|  | \| \| Spinops sternbergorum \| \| \| \| \| \| Centrosaurus apertus \| \| \| \| |
|  |                                                                                |
|  | Spinops sternbergorum                                                          |
|  |                                                                                |
|  | Centrosaurus apertus                                                           |
|  |                                                                                |

|  | Spinops sternbergorum |
|  |                       |
|  | Centrosaurus apertus  |
|  |                       |

|  | Rubeosaurus ovatus        |
|  |                           |
|  | Styracosaurus albertensis |
|  |                           |

|  | Coronosaurus brinkmani                                                         |
|  |                                                                                |
|  | \| \| Spinops sternbergorum \| \| \| \| \| \| Centrosaurus apertus \| \| \| \| |
|  |                                                                                |
|  | Spinops sternbergorum                                                          |
|  |                                                                                |
|  | Centrosaurus apertus                                                           |
|  |                                                                                |

|  | Spinops sternbergorum |
|  |                       |
|  | Centrosaurus apertus  |
|  |                       |

|  | Pachyrhinosaurus canadensis                                                              |
|  |                                                                                          |
|  | \| \| Pachyrhinosaurus lakustai \| \| \| \| \| \| Pachyrhinosaurus perotorum \| \| \| \| |
|  |                                                                                          |
|  | Pachyrhinosaurus lakustai                                                                |
|  |                                                                                          |
|  | Pachyrhinosaurus perotorum                                                               |
|  |                                                                                          |

|  | Pachyrhinosaurus lakustai  |
|  |                            |
|  | Pachyrhinosaurus perotorum |
|  |                            |

|  | Pachyrhinosaurus canadensis                                                              |
|  |                                                                                          |
|  | \| \| Pachyrhinosaurus lakustai \| \| \| \| \| \| Pachyrhinosaurus perotorum \| \| \| \| |
|  |                                                                                          |
|  | Pachyrhinosaurus lakustai                                                                |
|  |                                                                                          |
|  | Pachyrhinosaurus perotorum                                                               |
|  |                                                                                          |

|  | Pachyrhinosaurus lakustai  |
|  |                            |
|  | Pachyrhinosaurus perotorum |
|  |                            |

|  | Pachyrhinosaurus canadensis                                                              |
|  |                                                                                          |
|  | \| \| Pachyrhinosaurus lakustai \| \| \| \| \| \| Pachyrhinosaurus perotorum \| \| \| \| |
|  |                                                                                          |
|  | Pachyrhinosaurus lakustai                                                                |
|  |                                                                                          |
|  | Pachyrhinosaurus perotorum                                                               |
|  |                                                                                          |

|  | Pachyrhinosaurus lakustai  |
|  |                            |
|  | Pachyrhinosaurus perotorum |
|  |                            |

|  | Pachyrhinosaurus canadensis                                                              |
|  |                                                                                          |
|  | \| \| Pachyrhinosaurus lakustai \| \| \| \| \| \| Pachyrhinosaurus perotorum \| \| \| \| |
|  |                                                                                          |
|  | Pachyrhinosaurus lakustai                                                                |
|  |                                                                                          |
|  | Pachyrhinosaurus perotorum                                                               |
|  |                                                                                          |

|  | Pachyrhinosaurus lakustai  |
|  |                            |
|  | Pachyrhinosaurus perotorum |
|  |                            |

|  | Rubeosaurus ovatus        |
|  |                           |
|  | Styracosaurus albertensis |
|  |                           |

|  | Coronosaurus brinkmani                                                         |
|  |                                                                                |
|  | \| \| Spinops sternbergorum \| \| \| \| \| \| Centrosaurus apertus \| \| \| \| |
|  |                                                                                |
|  | Spinops sternbergorum                                                          |
|  |                                                                                |
|  | Centrosaurus apertus                                                           |
|  |                                                                                |

|  | Spinops sternbergorum |
|  |                       |
|  | Centrosaurus apertus  |
|  |                       |

|  | Rubeosaurus ovatus        |
|  |                           |
|  | Styracosaurus albertensis |
|  |                           |

|  | Coronosaurus brinkmani                                                         |
|  |                                                                                |
|  | \| \| Spinops sternbergorum \| \| \| \| \| \| Centrosaurus apertus \| \| \| \| |
|  |                                                                                |
|  | Spinops sternbergorum                                                          |
|  |                                                                                |
|  | Centrosaurus apertus                                                           |
|  |                                                                                |

|  | Spinops sternbergorum |
|  |                       |
|  | Centrosaurus apertus  |
|  |                       |

|  | Pachyrhinosaurus canadensis                                                              |
|  |                                                                                          |
|  | \| \| Pachyrhinosaurus lakustai \| \| \| \| \| \| Pachyrhinosaurus perotorum \| \| \| \| |
|  |                                                                                          |
|  | Pachyrhinosaurus lakustai                                                                |
|  |                                                                                          |
|  | Pachyrhinosaurus perotorum                                                               |
|  |                                                                                          |

|  | Pachyrhinosaurus lakustai  |
|  |                            |
|  | Pachyrhinosaurus perotorum |
|  |                            |

|  | Pachyrhinosaurus canadensis                                                              |
|  |                                                                                          |
|  | \| \| Pachyrhinosaurus lakustai \| \| \| \| \| \| Pachyrhinosaurus perotorum \| \| \| \| |
|  |                                                                                          |
|  | Pachyrhinosaurus lakustai                                                                |
|  |                                                                                          |
|  | Pachyrhinosaurus perotorum                                                               |
|  |                                                                                          |

|  | Pachyrhinosaurus lakustai  |
|  |                            |
|  | Pachyrhinosaurus perotorum |
|  |                            |

|  | Pachyrhinosaurus canadensis                                                              |
|  |                                                                                          |
|  | \| \| Pachyrhinosaurus lakustai \| \| \| \| \| \| Pachyrhinosaurus perotorum \| \| \| \| |
|  |                                                                                          |
|  | Pachyrhinosaurus lakustai                                                                |
|  |                                                                                          |
|  | Pachyrhinosaurus perotorum                                                               |
|  |                                                                                          |

|  | Pachyrhinosaurus lakustai  |
|  |                            |
|  | Pachyrhinosaurus perotorum |
|  |                            |

|  | Pachyrhinosaurus canadensis                                                              |
|  |                                                                                          |
|  | \| \| Pachyrhinosaurus lakustai \| \| \| \| \| \| Pachyrhinosaurus perotorum \| \| \| \| |
|  |                                                                                          |
|  | Pachyrhinosaurus lakustai                                                                |
|  |                                                                                          |
|  | Pachyrhinosaurus perotorum                                                               |
|  |                                                                                          |

|  | Pachyrhinosaurus lakustai  |
|  |                            |
|  | Pachyrhinosaurus perotorum |
|  |                            |

|  | Sinoceratops zhuchengensis |
|  |                            |
|  | Wendiceratops pinhornensis |
|  |                            |

|  | Rubeosaurus ovatus        |
|  |                           |
|  | Styracosaurus albertensis |
|  |                           |

|  | Coronosaurus brinkmani                                                         |
|  |                                                                                |
|  | \| \| Spinops sternbergorum \| \| \| \| \| \| Centrosaurus apertus \| \| \| \| |
|  |                                                                                |
|  | Spinops sternbergorum                                                          |
|  |                                                                                |
|  | Centrosaurus apertus                                                           |
|  |                                                                                |

|  | Spinops sternbergorum |
|  |                       |
|  | Centrosaurus apertus  |
|  |                       |

|  | Rubeosaurus ovatus        |
|  |                           |
|  | Styracosaurus albertensis |
|  |                           |

|  | Coronosaurus brinkmani                                                         |
|  |                                                                                |
|  | \| \| Spinops sternbergorum \| \| \| \| \| \| Centrosaurus apertus \| \| \| \| |
|  |                                                                                |
|  | Spinops sternbergorum                                                          |
|  |                                                                                |
|  | Centrosaurus apertus                                                           |
|  |                                                                                |

|  | Spinops sternbergorum |
|  |                       |
|  | Centrosaurus apertus  |
|  |                       |

|  | Pachyrhinosaurus canadensis                                                              |
|  |                                                                                          |
|  | \| \| Pachyrhinosaurus lakustai \| \| \| \| \| \| Pachyrhinosaurus perotorum \| \| \| \| |
|  |                                                                                          |
|  | Pachyrhinosaurus lakustai                                                                |
|  |                                                                                          |
|  | Pachyrhinosaurus perotorum                                                               |
|  |                                                                                          |

|  | Pachyrhinosaurus lakustai  |
|  |                            |
|  | Pachyrhinosaurus perotorum |
|  |                            |

|  | Pachyrhinosaurus canadensis                                                              |
|  |                                                                                          |
|  | \| \| Pachyrhinosaurus lakustai \| \| \| \| \| \| Pachyrhinosaurus perotorum \| \| \| \| |
|  |                                                                                          |
|  | Pachyrhinosaurus lakustai                                                                |
|  |                                                                                          |
|  | Pachyrhinosaurus perotorum                                                               |
|  |                                                                                          |

|  | Pachyrhinosaurus lakustai  |
|  |                            |
|  | Pachyrhinosaurus perotorum |
|  |                            |

|  | Pachyrhinosaurus canadensis                                                              |
|  |                                                                                          |
|  | \| \| Pachyrhinosaurus lakustai \| \| \| \| \| \| Pachyrhinosaurus perotorum \| \| \| \| |
|  |                                                                                          |
|  | Pachyrhinosaurus lakustai                                                                |
|  |                                                                                          |
|  | Pachyrhinosaurus perotorum                                                               |
|  |                                                                                          |

|  | Pachyrhinosaurus lakustai  |
|  |                            |
|  | Pachyrhinosaurus perotorum |
|  |                            |

|  | Pachyrhinosaurus canadensis                                                              |
|  |                                                                                          |
|  | \| \| Pachyrhinosaurus lakustai \| \| \| \| \| \| Pachyrhinosaurus perotorum \| \| \| \| |
|  |                                                                                          |
|  | Pachyrhinosaurus lakustai                                                                |
|  |                                                                                          |
|  | Pachyrhinosaurus perotorum                                                               |
|  |                                                                                          |

|  | Pachyrhinosaurus lakustai  |
|  |                            |
|  | Pachyrhinosaurus perotorum |
|  |                            |

|  | Rubeosaurus ovatus        |
|  |                           |
|  | Styracosaurus albertensis |
|  |                           |

|  | Coronosaurus brinkmani                                                         |
|  |                                                                                |
|  | \| \| Spinops sternbergorum \| \| \| \| \| \| Centrosaurus apertus \| \| \| \| |
|  |                                                                                |
|  | Spinops sternbergorum                                                          |
|  |                                                                                |
|  | Centrosaurus apertus                                                           |
|  |                                                                                |

|  | Spinops sternbergorum |
|  |                       |
|  | Centrosaurus apertus  |
|  |                       |

|  | Rubeosaurus ovatus        |
|  |                           |
|  | Styracosaurus albertensis |
|  |                           |

|  | Coronosaurus brinkmani                                                         |
|  |                                                                                |
|  | \| \| Spinops sternbergorum \| \| \| \| \| \| Centrosaurus apertus \| \| \| \| |
|  |                                                                                |
|  | Spinops sternbergorum                                                          |
|  |                                                                                |
|  | Centrosaurus apertus                                                           |
|  |                                                                                |

|  | Spinops sternbergorum |
|  |                       |
|  | Centrosaurus apertus  |
|  |                       |

|  | Pachyrhinosaurus canadensis                                                              |
|  |                                                                                          |
|  | \| \| Pachyrhinosaurus lakustai \| \| \| \| \| \| Pachyrhinosaurus perotorum \| \| \| \| |
|  |                                                                                          |
|  | Pachyrhinosaurus lakustai                                                                |
|  |                                                                                          |
|  | Pachyrhinosaurus perotorum                                                               |
|  |                                                                                          |

|  | Pachyrhinosaurus lakustai  |
|  |                            |
|  | Pachyrhinosaurus perotorum |
|  |                            |

|  | Pachyrhinosaurus canadensis                                                              |
|  |                                                                                          |
|  | \| \| Pachyrhinosaurus lakustai \| \| \| \| \| \| Pachyrhinosaurus perotorum \| \| \| \| |
|  |                                                                                          |
|  | Pachyrhinosaurus lakustai                                                                |
|  |                                                                                          |
|  | Pachyrhinosaurus perotorum                                                               |
|  |                                                                                          |

|  | Pachyrhinosaurus lakustai  |
|  |                            |
|  | Pachyrhinosaurus perotorum |
|  |                            |

|  | Pachyrhinosaurus canadensis                                                              |
|  |                                                                                          |
|  | \| \| Pachyrhinosaurus lakustai \| \| \| \| \| \| Pachyrhinosaurus perotorum \| \| \| \| |
|  |                                                                                          |
|  | Pachyrhinosaurus lakustai                                                                |
|  |                                                                                          |
|  | Pachyrhinosaurus perotorum                                                               |
|  |                                                                                          |

|  | Pachyrhinosaurus lakustai  |
|  |                            |
|  | Pachyrhinosaurus perotorum |
|  |                            |

|  | Pachyrhinosaurus canadensis                                                              |
|  |                                                                                          |
|  | \| \| Pachyrhinosaurus lakustai \| \| \| \| \| \| Pachyrhinosaurus perotorum \| \| \| \| |
|  |                                                                                          |
|  | Pachyrhinosaurus lakustai                                                                |
|  |                                                                                          |
|  | Pachyrhinosaurus perotorum                                                               |
|  |                                                                                          |

|  | Pachyrhinosaurus lakustai  |
|  |                            |
|  | Pachyrhinosaurus perotorum |
|  |                            |

|  | Sinoceratops zhuchengensis |
|  |                            |
|  | Wendiceratops pinhornensis |
|  |                            |

|  | Rubeosaurus ovatus        |
|  |                           |
|  | Styracosaurus albertensis |
|  |                           |

|  | Coronosaurus brinkmani                                                         |
|  |                                                                                |
|  | \| \| Spinops sternbergorum \| \| \| \| \| \| Centrosaurus apertus \| \| \| \| |
|  |                                                                                |
|  | Spinops sternbergorum                                                          |
|  |                                                                                |
|  | Centrosaurus apertus                                                           |
|  |                                                                                |

|  | Spinops sternbergorum |
|  |                       |
|  | Centrosaurus apertus  |
|  |                       |

|  | Rubeosaurus ovatus        |
|  |                           |
|  | Styracosaurus albertensis |
|  |                           |

|  | Coronosaurus brinkmani                                                         |
|  |                                                                                |
|  | \| \| Spinops sternbergorum \| \| \| \| \| \| Centrosaurus apertus \| \| \| \| |
|  |                                                                                |
|  | Spinops sternbergorum                                                          |
|  |                                                                                |
|  | Centrosaurus apertus                                                           |
|  |                                                                                |

|  | Spinops sternbergorum |
|  |                       |
|  | Centrosaurus apertus  |
|  |                       |

|  | Pachyrhinosaurus canadensis                                                              |
|  |                                                                                          |
|  | \| \| Pachyrhinosaurus lakustai \| \| \| \| \| \| Pachyrhinosaurus perotorum \| \| \| \| |
|  |                                                                                          |
|  | Pachyrhinosaurus lakustai                                                                |
|  |                                                                                          |
|  | Pachyrhinosaurus perotorum                                                               |
|  |                                                                                          |

|  | Pachyrhinosaurus lakustai  |
|  |                            |
|  | Pachyrhinosaurus perotorum |
|  |                            |

|  | Pachyrhinosaurus canadensis                                                              |
|  |                                                                                          |
|  | \| \| Pachyrhinosaurus lakustai \| \| \| \| \| \| Pachyrhinosaurus perotorum \| \| \| \| |
|  |                                                                                          |
|  | Pachyrhinosaurus lakustai                                                                |
|  |                                                                                          |
|  | Pachyrhinosaurus perotorum                                                               |
|  |                                                                                          |

|  | Pachyrhinosaurus lakustai  |
|  |                            |
|  | Pachyrhinosaurus perotorum |
|  |                            |

|  | Pachyrhinosaurus canadensis                                                              |
|  |                                                                                          |
|  | \| \| Pachyrhinosaurus lakustai \| \| \| \| \| \| Pachyrhinosaurus perotorum \| \| \| \| |
|  |                                                                                          |
|  | Pachyrhinosaurus lakustai                                                                |
|  |                                                                                          |
|  | Pachyrhinosaurus perotorum                                                               |
|  |                                                                                          |

|  | Pachyrhinosaurus lakustai  |
|  |                            |
|  | Pachyrhinosaurus perotorum |
|  |                            |

|  | Pachyrhinosaurus canadensis                                                              |
|  |                                                                                          |
|  | \| \| Pachyrhinosaurus lakustai \| \| \| \| \| \| Pachyrhinosaurus perotorum \| \| \| \| |
|  |                                                                                          |
|  | Pachyrhinosaurus lakustai                                                                |
|  |                                                                                          |
|  | Pachyrhinosaurus perotorum                                                               |
|  |                                                                                          |

|  | Pachyrhinosaurus lakustai  |
|  |                            |
|  | Pachyrhinosaurus perotorum |
|  |                            |

|  | Rubeosaurus ovatus        |
|  |                           |
|  | Styracosaurus albertensis |
|  |                           |

|  | Coronosaurus brinkmani                                                         |
|  |                                                                                |
|  | \| \| Spinops sternbergorum \| \| \| \| \| \| Centrosaurus apertus \| \| \| \| |
|  |                                                                                |
|  | Spinops sternbergorum                                                          |
|  |                                                                                |
|  | Centrosaurus apertus                                                           |
|  |                                                                                |

|  | Spinops sternbergorum |
|  |                       |
|  | Centrosaurus apertus  |
|  |                       |

|  | Rubeosaurus ovatus        |
|  |                           |
|  | Styracosaurus albertensis |
|  |                           |

|  | Coronosaurus brinkmani                                                         |
|  |                                                                                |
|  | \| \| Spinops sternbergorum \| \| \| \| \| \| Centrosaurus apertus \| \| \| \| |
|  |                                                                                |
|  | Spinops sternbergorum                                                          |
|  |                                                                                |
|  | Centrosaurus apertus                                                           |
|  |                                                                                |

|  | Spinops sternbergorum |
|  |                       |
|  | Centrosaurus apertus  |
|  |                       |

|  | Pachyrhinosaurus canadensis                                                              |
|  |                                                                                          |
|  | \| \| Pachyrhinosaurus lakustai \| \| \| \| \| \| Pachyrhinosaurus perotorum \| \| \| \| |
|  |                                                                                          |
|  | Pachyrhinosaurus lakustai                                                                |
|  |                                                                                          |
|  | Pachyrhinosaurus perotorum                                                               |
|  |                                                                                          |

|  | Pachyrhinosaurus lakustai  |
|  |                            |
|  | Pachyrhinosaurus perotorum |
|  |                            |

|  | Pachyrhinosaurus canadensis                                                              |
|  |                                                                                          |
|  | \| \| Pachyrhinosaurus lakustai \| \| \| \| \| \| Pachyrhinosaurus perotorum \| \| \| \| |
|  |                                                                                          |
|  | Pachyrhinosaurus lakustai                                                                |
|  |                                                                                          |
|  | Pachyrhinosaurus perotorum                                                               |
|  |                                                                                          |

|  | Pachyrhinosaurus lakustai  |
|  |                            |
|  | Pachyrhinosaurus perotorum |
|  |                            |

|  | Pachyrhinosaurus canadensis                                                              |
|  |                                                                                          |
|  | \| \| Pachyrhinosaurus lakustai \| \| \| \| \| \| Pachyrhinosaurus perotorum \| \| \| \| |
|  |                                                                                          |
|  | Pachyrhinosaurus lakustai                                                                |
|  |                                                                                          |
|  | Pachyrhinosaurus perotorum                                                               |
|  |                                                                                          |

|  | Pachyrhinosaurus lakustai  |
|  |                            |
|  | Pachyrhinosaurus perotorum |
|  |                            |

|  | Pachyrhinosaurus canadensis                                                              |
|  |                                                                                          |
|  | \| \| Pachyrhinosaurus lakustai \| \| \| \| \| \| Pachyrhinosaurus perotorum \| \| \| \| |
|  |                                                                                          |
|  | Pachyrhinosaurus lakustai                                                                |
|  |                                                                                          |
|  | Pachyrhinosaurus perotorum                                                               |
|  |                                                                                          |

|  | Pachyrhinosaurus lakustai  |
|  |                            |
|  | Pachyrhinosaurus perotorum |
|  |                            |

|  | Avaceratops lammersi (ANSP 15800) |
|  |                                   |
|  | MOR 692                           |
|  |                                   |
|  | CMN 8804                          |
|  |                                   |
|  | Nasutoceratops titusi             |
|  |                                   |
|  | Malta new taxon                   |
|  |                                   |

|  | Sinoceratops zhuchengensis |
|  |                            |
|  | Wendiceratops pinhornensis |
|  |                            |

|  | Rubeosaurus ovatus        |
|  |                           |
|  | Styracosaurus albertensis |
|  |                           |

|  | Coronosaurus brinkmani                                                         |
|  |                                                                                |
|  | \| \| Spinops sternbergorum \| \| \| \| \| \| Centrosaurus apertus \| \| \| \| |
|  |                                                                                |
|  | Spinops sternbergorum                                                          |
|  |                                                                                |
|  | Centrosaurus apertus                                                           |
|  |                                                                                |

|  | Spinops sternbergorum |
|  |                       |
|  | Centrosaurus apertus  |
|  |                       |

|  | Rubeosaurus ovatus        |
|  |                           |
|  | Styracosaurus albertensis |
|  |                           |

|  | Coronosaurus brinkmani                                                         |
|  |                                                                                |
|  | \| \| Spinops sternbergorum \| \| \| \| \| \| Centrosaurus apertus \| \| \| \| |
|  |                                                                                |
|  | Spinops sternbergorum                                                          |
|  |                                                                                |
|  | Centrosaurus apertus                                                           |
|  |                                                                                |

|  | Spinops sternbergorum |
|  |                       |
|  | Centrosaurus apertus  |
|  |                       |

|  | Pachyrhinosaurus canadensis                                                              |
|  |                                                                                          |
|  | \| \| Pachyrhinosaurus lakustai \| \| \| \| \| \| Pachyrhinosaurus perotorum \| \| \| \| |
|  |                                                                                          |
|  | Pachyrhinosaurus lakustai                                                                |
|  |                                                                                          |
|  | Pachyrhinosaurus perotorum                                                               |
|  |                                                                                          |

|  | Pachyrhinosaurus lakustai  |
|  |                            |
|  | Pachyrhinosaurus perotorum |
|  |                            |

|  | Pachyrhinosaurus canadensis                                                              |
|  |                                                                                          |
|  | \| \| Pachyrhinosaurus lakustai \| \| \| \| \| \| Pachyrhinosaurus perotorum \| \| \| \| |
|  |                                                                                          |
|  | Pachyrhinosaurus lakustai                                                                |
|  |                                                                                          |
|  | Pachyrhinosaurus perotorum                                                               |
|  |                                                                                          |

|  | Pachyrhinosaurus lakustai  |
|  |                            |
|  | Pachyrhinosaurus perotorum |
|  |                            |

|  | Pachyrhinosaurus canadensis                                                              |
|  |                                                                                          |
|  | \| \| Pachyrhinosaurus lakustai \| \| \| \| \| \| Pachyrhinosaurus perotorum \| \| \| \| |
|  |                                                                                          |
|  | Pachyrhinosaurus lakustai                                                                |
|  |                                                                                          |
|  | Pachyrhinosaurus perotorum                                                               |
|  |                                                                                          |

|  | Pachyrhinosaurus lakustai  |
|  |                            |
|  | Pachyrhinosaurus perotorum |
|  |                            |

|  | Pachyrhinosaurus canadensis                                                              |
|  |                                                                                          |
|  | \| \| Pachyrhinosaurus lakustai \| \| \| \| \| \| Pachyrhinosaurus perotorum \| \| \| \| |
|  |                                                                                          |
|  | Pachyrhinosaurus lakustai                                                                |
|  |                                                                                          |
|  | Pachyrhinosaurus perotorum                                                               |
|  |                                                                                          |

|  | Pachyrhinosaurus lakustai  |
|  |                            |
|  | Pachyrhinosaurus perotorum |
|  |                            |

|  | Rubeosaurus ovatus        |
|  |                           |
|  | Styracosaurus albertensis |
|  |                           |

|  | Coronosaurus brinkmani                                                         |
|  |                                                                                |
|  | \| \| Spinops sternbergorum \| \| \| \| \| \| Centrosaurus apertus \| \| \| \| |
|  |                                                                                |
|  | Spinops sternbergorum                                                          |
|  |                                                                                |
|  | Centrosaurus apertus                                                           |
|  |                                                                                |

|  | Spinops sternbergorum |
|  |                       |
|  | Centrosaurus apertus  |
|  |                       |

|  | Rubeosaurus ovatus        |
|  |                           |
|  | Styracosaurus albertensis |
|  |                           |

|  | Coronosaurus brinkmani                                                         |
|  |                                                                                |
|  | \| \| Spinops sternbergorum \| \| \| \| \| \| Centrosaurus apertus \| \| \| \| |
|  |                                                                                |
|  | Spinops sternbergorum                                                          |
|  |                                                                                |
|  | Centrosaurus apertus                                                           |
|  |                                                                                |

|  | Spinops sternbergorum |
|  |                       |
|  | Centrosaurus apertus  |
|  |                       |

|  | Pachyrhinosaurus canadensis                                                              |
|  |                                                                                          |
|  | \| \| Pachyrhinosaurus lakustai \| \| \| \| \| \| Pachyrhinosaurus perotorum \| \| \| \| |
|  |                                                                                          |
|  | Pachyrhinosaurus lakustai                                                                |
|  |                                                                                          |
|  | Pachyrhinosaurus perotorum                                                               |
|  |                                                                                          |

|  | Pachyrhinosaurus lakustai  |
|  |                            |
|  | Pachyrhinosaurus perotorum |
|  |                            |

|  | Pachyrhinosaurus canadensis                                                              |
|  |                                                                                          |
|  | \| \| Pachyrhinosaurus lakustai \| \| \| \| \| \| Pachyrhinosaurus perotorum \| \| \| \| |
|  |                                                                                          |
|  | Pachyrhinosaurus lakustai                                                                |
|  |                                                                                          |
|  | Pachyrhinosaurus perotorum                                                               |
|  |                                                                                          |

|  | Pachyrhinosaurus lakustai  |
|  |                            |
|  | Pachyrhinosaurus perotorum |
|  |                            |

|  | Pachyrhinosaurus canadensis                                                              |
|  |                                                                                          |
|  | \| \| Pachyrhinosaurus lakustai \| \| \| \| \| \| Pachyrhinosaurus perotorum \| \| \| \| |
|  |                                                                                          |
|  | Pachyrhinosaurus lakustai                                                                |
|  |                                                                                          |
|  | Pachyrhinosaurus perotorum                                                               |
|  |                                                                                          |

|  | Pachyrhinosaurus lakustai  |
|  |                            |
|  | Pachyrhinosaurus perotorum |
|  |                            |

|  | Pachyrhinosaurus canadensis                                                              |
|  |                                                                                          |
|  | \| \| Pachyrhinosaurus lakustai \| \| \| \| \| \| Pachyrhinosaurus perotorum \| \| \| \| |
|  |                                                                                          |
|  | Pachyrhinosaurus lakustai                                                                |
|  |                                                                                          |
|  | Pachyrhinosaurus perotorum                                                               |
|  |                                                                                          |

|  | Pachyrhinosaurus lakustai  |
|  |                            |
|  | Pachyrhinosaurus perotorum |
|  |                            |

|  | Sinoceratops zhuchengensis |
|  |                            |
|  | Wendiceratops pinhornensis |
|  |                            |

|  | Rubeosaurus ovatus        |
|  |                           |
|  | Styracosaurus albertensis |
|  |                           |

|  | Coronosaurus brinkmani                                                         |
|  |                                                                                |
|  | \| \| Spinops sternbergorum \| \| \| \| \| \| Centrosaurus apertus \| \| \| \| |
|  |                                                                                |
|  | Spinops sternbergorum                                                          |
|  |                                                                                |
|  | Centrosaurus apertus                                                           |
|  |                                                                                |

|  | Spinops sternbergorum |
|  |                       |
|  | Centrosaurus apertus  |
|  |                       |

|  | Rubeosaurus ovatus        |
|  |                           |
|  | Styracosaurus albertensis |
|  |                           |

|  | Coronosaurus brinkmani                                                         |
|  |                                                                                |
|  | \| \| Spinops sternbergorum \| \| \| \| \| \| Centrosaurus apertus \| \| \| \| |
|  |                                                                                |
|  | Spinops sternbergorum                                                          |
|  |                                                                                |
|  | Centrosaurus apertus                                                           |
|  |                                                                                |

|  | Spinops sternbergorum |
|  |                       |
|  | Centrosaurus apertus  |
|  |                       |

|  | Pachyrhinosaurus canadensis                                                              |
|  |                                                                                          |
|  | \| \| Pachyrhinosaurus lakustai \| \| \| \| \| \| Pachyrhinosaurus perotorum \| \| \| \| |
|  |                                                                                          |
|  | Pachyrhinosaurus lakustai                                                                |
|  |                                                                                          |
|  | Pachyrhinosaurus perotorum                                                               |
|  |                                                                                          |

|  | Pachyrhinosaurus lakustai  |
|  |                            |
|  | Pachyrhinosaurus perotorum |
|  |                            |

|  | Pachyrhinosaurus canadensis                                                              |
|  |                                                                                          |
|  | \| \| Pachyrhinosaurus lakustai \| \| \| \| \| \| Pachyrhinosaurus perotorum \| \| \| \| |
|  |                                                                                          |
|  | Pachyrhinosaurus lakustai                                                                |
|  |                                                                                          |
|  | Pachyrhinosaurus perotorum                                                               |
|  |                                                                                          |

|  | Pachyrhinosaurus lakustai  |
|  |                            |
|  | Pachyrhinosaurus perotorum |
|  |                            |

|  | Pachyrhinosaurus canadensis                                                              |
|  |                                                                                          |
|  | \| \| Pachyrhinosaurus lakustai \| \| \| \| \| \| Pachyrhinosaurus perotorum \| \| \| \| |
|  |                                                                                          |
|  | Pachyrhinosaurus lakustai                                                                |
|  |                                                                                          |
|  | Pachyrhinosaurus perotorum                                                               |
|  |                                                                                          |

|  | Pachyrhinosaurus lakustai  |
|  |                            |
|  | Pachyrhinosaurus perotorum |
|  |                            |

|  | Pachyrhinosaurus canadensis                                                              |
|  |                                                                                          |
|  | \| \| Pachyrhinosaurus lakustai \| \| \| \| \| \| Pachyrhinosaurus perotorum \| \| \| \| |
|  |                                                                                          |
|  | Pachyrhinosaurus lakustai                                                                |
|  |                                                                                          |
|  | Pachyrhinosaurus perotorum                                                               |
|  |                                                                                          |

|  | Pachyrhinosaurus lakustai  |
|  |                            |
|  | Pachyrhinosaurus perotorum |
|  |                            |

|  | Rubeosaurus ovatus        |
|  |                           |
|  | Styracosaurus albertensis |
|  |                           |

|  | Coronosaurus brinkmani                                                         |
|  |                                                                                |
|  | \| \| Spinops sternbergorum \| \| \| \| \| \| Centrosaurus apertus \| \| \| \| |
|  |                                                                                |
|  | Spinops sternbergorum                                                          |
|  |                                                                                |
|  | Centrosaurus apertus                                                           |
|  |                                                                                |

|  | Spinops sternbergorum |
|  |                       |
|  | Centrosaurus apertus  |
|  |                       |

|  | Rubeosaurus ovatus        |
|  |                           |
|  | Styracosaurus albertensis |
|  |                           |

|  | Coronosaurus brinkmani                                                         |
|  |                                                                                |
|  | \| \| Spinops sternbergorum \| \| \| \| \| \| Centrosaurus apertus \| \| \| \| |
|  |                                                                                |
|  | Spinops sternbergorum                                                          |
|  |                                                                                |
|  | Centrosaurus apertus                                                           |
|  |                                                                                |

|  | Spinops sternbergorum |
|  |                       |
|  | Centrosaurus apertus  |
|  |                       |

|  | Pachyrhinosaurus canadensis                                                              |
|  |                                                                                          |
|  | \| \| Pachyrhinosaurus lakustai \| \| \| \| \| \| Pachyrhinosaurus perotorum \| \| \| \| |
|  |                                                                                          |
|  | Pachyrhinosaurus lakustai                                                                |
|  |                                                                                          |
|  | Pachyrhinosaurus perotorum                                                               |
|  |                                                                                          |

|  | Pachyrhinosaurus lakustai  |
|  |                            |
|  | Pachyrhinosaurus perotorum |
|  |                            |

|  | Pachyrhinosaurus canadensis                                                              |
|  |                                                                                          |
|  | \| \| Pachyrhinosaurus lakustai \| \| \| \| \| \| Pachyrhinosaurus perotorum \| \| \| \| |
|  |                                                                                          |
|  | Pachyrhinosaurus lakustai                                                                |
|  |                                                                                          |
|  | Pachyrhinosaurus perotorum                                                               |
|  |                                                                                          |

|  | Pachyrhinosaurus lakustai  |
|  |                            |
|  | Pachyrhinosaurus perotorum |
|  |                            |

|  | Pachyrhinosaurus canadensis                                                              |
|  |                                                                                          |
|  | \| \| Pachyrhinosaurus lakustai \| \| \| \| \| \| Pachyrhinosaurus perotorum \| \| \| \| |
|  |                                                                                          |
|  | Pachyrhinosaurus lakustai                                                                |
|  |                                                                                          |
|  | Pachyrhinosaurus perotorum                                                               |
|  |                                                                                          |

|  | Pachyrhinosaurus lakustai  |
|  |                            |
|  | Pachyrhinosaurus perotorum |
|  |                            |

|  | Pachyrhinosaurus canadensis                                                              |
|  |                                                                                          |
|  | \| \| Pachyrhinosaurus lakustai \| \| \| \| \| \| Pachyrhinosaurus perotorum \| \| \| \| |
|  |                                                                                          |
|  | Pachyrhinosaurus lakustai                                                                |
|  |                                                                                          |
|  | Pachyrhinosaurus perotorum                                                               |
|  |                                                                                          |

|  | Pachyrhinosaurus lakustai  |
|  |                            |
|  | Pachyrhinosaurus perotorum |
|  |                            |

|  | Sinoceratops zhuchengensis |
|  |                            |
|  | Wendiceratops pinhornensis |
|  |                            |

|  | Rubeosaurus ovatus        |
|  |                           |
|  | Styracosaurus albertensis |
|  |                           |

|  | Coronosaurus brinkmani                                                         |
|  |                                                                                |
|  | \| \| Spinops sternbergorum \| \| \| \| \| \| Centrosaurus apertus \| \| \| \| |
|  |                                                                                |
|  | Spinops sternbergorum                                                          |
|  |                                                                                |
|  | Centrosaurus apertus                                                           |
|  |                                                                                |

|  | Spinops sternbergorum |
|  |                       |
|  | Centrosaurus apertus  |
|  |                       |

|  | Rubeosaurus ovatus        |
|  |                           |
|  | Styracosaurus albertensis |
|  |                           |

|  | Coronosaurus brinkmani                                                         |
|  |                                                                                |
|  | \| \| Spinops sternbergorum \| \| \| \| \| \| Centrosaurus apertus \| \| \| \| |
|  |                                                                                |
|  | Spinops sternbergorum                                                          |
|  |                                                                                |
|  | Centrosaurus apertus                                                           |
|  |                                                                                |

|  | Spinops sternbergorum |
|  |                       |
|  | Centrosaurus apertus  |
|  |                       |

|  | Pachyrhinosaurus canadensis                                                              |
|  |                                                                                          |
|  | \| \| Pachyrhinosaurus lakustai \| \| \| \| \| \| Pachyrhinosaurus perotorum \| \| \| \| |
|  |                                                                                          |
|  | Pachyrhinosaurus lakustai                                                                |
|  |                                                                                          |
|  | Pachyrhinosaurus perotorum                                                               |
|  |                                                                                          |

|  | Pachyrhinosaurus lakustai  |
|  |                            |
|  | Pachyrhinosaurus perotorum |
|  |                            |

|  | Pachyrhinosaurus canadensis                                                              |
|  |                                                                                          |
|  | \| \| Pachyrhinosaurus lakustai \| \| \| \| \| \| Pachyrhinosaurus perotorum \| \| \| \| |
|  |                                                                                          |
|  | Pachyrhinosaurus lakustai                                                                |
|  |                                                                                          |
|  | Pachyrhinosaurus perotorum                                                               |
|  |                                                                                          |

|  | Pachyrhinosaurus lakustai  |
|  |                            |
|  | Pachyrhinosaurus perotorum |
|  |                            |

|  | Pachyrhinosaurus canadensis                                                              |
|  |                                                                                          |
|  | \| \| Pachyrhinosaurus lakustai \| \| \| \| \| \| Pachyrhinosaurus perotorum \| \| \| \| |
|  |                                                                                          |
|  | Pachyrhinosaurus lakustai                                                                |
|  |                                                                                          |
|  | Pachyrhinosaurus perotorum                                                               |
|  |                                                                                          |

|  | Pachyrhinosaurus lakustai  |
|  |                            |
|  | Pachyrhinosaurus perotorum |
|  |                            |

|  | Pachyrhinosaurus canadensis                                                              |
|  |                                                                                          |
|  | \| \| Pachyrhinosaurus lakustai \| \| \| \| \| \| Pachyrhinosaurus perotorum \| \| \| \| |
|  |                                                                                          |
|  | Pachyrhinosaurus lakustai                                                                |
|  |                                                                                          |
|  | Pachyrhinosaurus perotorum                                                               |
|  |                                                                                          |

|  | Pachyrhinosaurus lakustai  |
|  |                            |
|  | Pachyrhinosaurus perotorum |
|  |                            |

|  | Rubeosaurus ovatus        |
|  |                           |
|  | Styracosaurus albertensis |
|  |                           |

|  | Coronosaurus brinkmani                                                         |
|  |                                                                                |
|  | \| \| Spinops sternbergorum \| \| \| \| \| \| Centrosaurus apertus \| \| \| \| |
|  |                                                                                |
|  | Spinops sternbergorum                                                          |
|  |                                                                                |
|  | Centrosaurus apertus                                                           |
|  |                                                                                |

|  | Spinops sternbergorum |
|  |                       |
|  | Centrosaurus apertus  |
|  |                       |

|  | Rubeosaurus ovatus        |
|  |                           |
|  | Styracosaurus albertensis |
|  |                           |

|  | Coronosaurus brinkmani                                                         |
|  |                                                                                |
|  | \| \| Spinops sternbergorum \| \| \| \| \| \| Centrosaurus apertus \| \| \| \| |
|  |                                                                                |
|  | Spinops sternbergorum                                                          |
|  |                                                                                |
|  | Centrosaurus apertus                                                           |
|  |                                                                                |

|  | Spinops sternbergorum |
|  |                       |
|  | Centrosaurus apertus  |
|  |                       |

|  | Pachyrhinosaurus canadensis                                                              |
|  |                                                                                          |
|  | \| \| Pachyrhinosaurus lakustai \| \| \| \| \| \| Pachyrhinosaurus perotorum \| \| \| \| |
|  |                                                                                          |
|  | Pachyrhinosaurus lakustai                                                                |
|  |                                                                                          |
|  | Pachyrhinosaurus perotorum                                                               |
|  |                                                                                          |

|  | Pachyrhinosaurus lakustai  |
|  |                            |
|  | Pachyrhinosaurus perotorum |
|  |                            |

|  | Pachyrhinosaurus canadensis                                                              |
|  |                                                                                          |
|  | \| \| Pachyrhinosaurus lakustai \| \| \| \| \| \| Pachyrhinosaurus perotorum \| \| \| \| |
|  |                                                                                          |
|  | Pachyrhinosaurus lakustai                                                                |
|  |                                                                                          |
|  | Pachyrhinosaurus perotorum                                                               |
|  |                                                                                          |

|  | Pachyrhinosaurus lakustai  |
|  |                            |
|  | Pachyrhinosaurus perotorum |
|  |                            |

|  | Pachyrhinosaurus canadensis                                                              |
|  |                                                                                          |
|  | \| \| Pachyrhinosaurus lakustai \| \| \| \| \| \| Pachyrhinosaurus perotorum \| \| \| \| |
|  |                                                                                          |
|  | Pachyrhinosaurus lakustai                                                                |
|  |                                                                                          |
|  | Pachyrhinosaurus perotorum                                                               |
|  |                                                                                          |

|  | Pachyrhinosaurus lakustai  |
|  |                            |
|  | Pachyrhinosaurus perotorum |
|  |                            |

|  | Pachyrhinosaurus canadensis                                                              |
|  |                                                                                          |
|  | \| \| Pachyrhinosaurus lakustai \| \| \| \| \| \| Pachyrhinosaurus perotorum \| \| \| \| |
|  |                                                                                          |
|  | Pachyrhinosaurus lakustai                                                                |
|  |                                                                                          |
|  | Pachyrhinosaurus perotorum                                                               |
|  |                                                                                          |

|  | Pachyrhinosaurus lakustai  |
|  |                            |
|  | Pachyrhinosaurus perotorum |
|  |                            |

|  | Sinoceratops zhuchengensis |
|  |                            |
|  | Wendiceratops pinhornensis |
|  |                            |

|  | Rubeosaurus ovatus        |
|  |                           |
|  | Styracosaurus albertensis |
|  |                           |

|  | Coronosaurus brinkmani                                                         |
|  |                                                                                |
|  | \| \| Spinops sternbergorum \| \| \| \| \| \| Centrosaurus apertus \| \| \| \| |
|  |                                                                                |
|  | Spinops sternbergorum                                                          |
|  |                                                                                |
|  | Centrosaurus apertus                                                           |
|  |                                                                                |

|  | Spinops sternbergorum |
|  |                       |
|  | Centrosaurus apertus  |
|  |                       |

|  | Rubeosaurus ovatus        |
|  |                           |
|  | Styracosaurus albertensis |
|  |                           |

|  | Coronosaurus brinkmani                                                         |
|  |                                                                                |
|  | \| \| Spinops sternbergorum \| \| \| \| \| \| Centrosaurus apertus \| \| \| \| |
|  |                                                                                |
|  | Spinops sternbergorum                                                          |
|  |                                                                                |
|  | Centrosaurus apertus                                                           |
|  |                                                                                |

|  | Spinops sternbergorum |
|  |                       |
|  | Centrosaurus apertus  |
|  |                       |

|  | Pachyrhinosaurus canadensis                                                              |
|  |                                                                                          |
|  | \| \| Pachyrhinosaurus lakustai \| \| \| \| \| \| Pachyrhinosaurus perotorum \| \| \| \| |
|  |                                                                                          |
|  | Pachyrhinosaurus lakustai                                                                |
|  |                                                                                          |
|  | Pachyrhinosaurus perotorum                                                               |
|  |                                                                                          |

|  | Pachyrhinosaurus lakustai  |
|  |                            |
|  | Pachyrhinosaurus perotorum |
|  |                            |

|  | Pachyrhinosaurus canadensis                                                              |
|  |                                                                                          |
|  | \| \| Pachyrhinosaurus lakustai \| \| \| \| \| \| Pachyrhinosaurus perotorum \| \| \| \| |
|  |                                                                                          |
|  | Pachyrhinosaurus lakustai                                                                |
|  |                                                                                          |
|  | Pachyrhinosaurus perotorum                                                               |
|  |                                                                                          |

|  | Pachyrhinosaurus lakustai  |
|  |                            |
|  | Pachyrhinosaurus perotorum |
|  |                            |

|  | Pachyrhinosaurus canadensis                                                              |
|  |                                                                                          |
|  | \| \| Pachyrhinosaurus lakustai \| \| \| \| \| \| Pachyrhinosaurus perotorum \| \| \| \| |
|  |                                                                                          |
|  | Pachyrhinosaurus lakustai                                                                |
|  |                                                                                          |
|  | Pachyrhinosaurus perotorum                                                               |
|  |                                                                                          |

|  | Pachyrhinosaurus lakustai  |
|  |                            |
|  | Pachyrhinosaurus perotorum |
|  |                            |

|  | Pachyrhinosaurus canadensis                                                              |
|  |                                                                                          |
|  | \| \| Pachyrhinosaurus lakustai \| \| \| \| \| \| Pachyrhinosaurus perotorum \| \| \| \| |
|  |                                                                                          |
|  | Pachyrhinosaurus lakustai                                                                |
|  |                                                                                          |
|  | Pachyrhinosaurus perotorum                                                               |
|  |                                                                                          |

|  | Pachyrhinosaurus lakustai  |
|  |                            |
|  | Pachyrhinosaurus perotorum |
|  |                            |

|  | Rubeosaurus ovatus        |
|  |                           |
|  | Styracosaurus albertensis |
|  |                           |

|  | Coronosaurus brinkmani                                                         |
|  |                                                                                |
|  | \| \| Spinops sternbergorum \| \| \| \| \| \| Centrosaurus apertus \| \| \| \| |
|  |                                                                                |
|  | Spinops sternbergorum                                                          |
|  |                                                                                |
|  | Centrosaurus apertus                                                           |
|  |                                                                                |

|  | Spinops sternbergorum |
|  |                       |
|  | Centrosaurus apertus  |
|  |                       |

|  | Rubeosaurus ovatus        |
|  |                           |
|  | Styracosaurus albertensis |
|  |                           |

|  | Coronosaurus brinkmani                                                         |
|  |                                                                                |
|  | \| \| Spinops sternbergorum \| \| \| \| \| \| Centrosaurus apertus \| \| \| \| |
|  |                                                                                |
|  | Spinops sternbergorum                                                          |
|  |                                                                                |
|  | Centrosaurus apertus                                                           |
|  |                                                                                |

|  | Spinops sternbergorum |
|  |                       |
|  | Centrosaurus apertus  |
|  |                       |

|  | Pachyrhinosaurus canadensis                                                              |
|  |                                                                                          |
|  | \| \| Pachyrhinosaurus lakustai \| \| \| \| \| \| Pachyrhinosaurus perotorum \| \| \| \| |
|  |                                                                                          |
|  | Pachyrhinosaurus lakustai                                                                |
|  |                                                                                          |
|  | Pachyrhinosaurus perotorum                                                               |
|  |                                                                                          |

|  | Pachyrhinosaurus lakustai  |
|  |                            |
|  | Pachyrhinosaurus perotorum |
|  |                            |

|  | Pachyrhinosaurus canadensis                                                              |
|  |                                                                                          |
|  | \| \| Pachyrhinosaurus lakustai \| \| \| \| \| \| Pachyrhinosaurus perotorum \| \| \| \| |
|  |                                                                                          |
|  | Pachyrhinosaurus lakustai                                                                |
|  |                                                                                          |
|  | Pachyrhinosaurus perotorum                                                               |
|  |                                                                                          |

|  | Pachyrhinosaurus lakustai  |
|  |                            |
|  | Pachyrhinosaurus perotorum |
|  |                            |

|  | Pachyrhinosaurus canadensis                                                              |
|  |                                                                                          |
|  | \| \| Pachyrhinosaurus lakustai \| \| \| \| \| \| Pachyrhinosaurus perotorum \| \| \| \| |
|  |                                                                                          |
|  | Pachyrhinosaurus lakustai                                                                |
|  |                                                                                          |
|  | Pachyrhinosaurus perotorum                                                               |
|  |                                                                                          |

|  | Pachyrhinosaurus lakustai  |
|  |                            |
|  | Pachyrhinosaurus perotorum |
|  |                            |

|  | Pachyrhinosaurus canadensis                                                              |
|  |                                                                                          |
|  | \| \| Pachyrhinosaurus lakustai \| \| \| \| \| \| Pachyrhinosaurus perotorum \| \| \| \| |
|  |                                                                                          |
|  | Pachyrhinosaurus lakustai                                                                |
|  |                                                                                          |
|  | Pachyrhinosaurus perotorum                                                               |
|  |                                                                                          |

|  | Pachyrhinosaurus lakustai  |
|  |                            |
|  | Pachyrhinosaurus perotorum |
|  |                            |

## Storia della scoperta

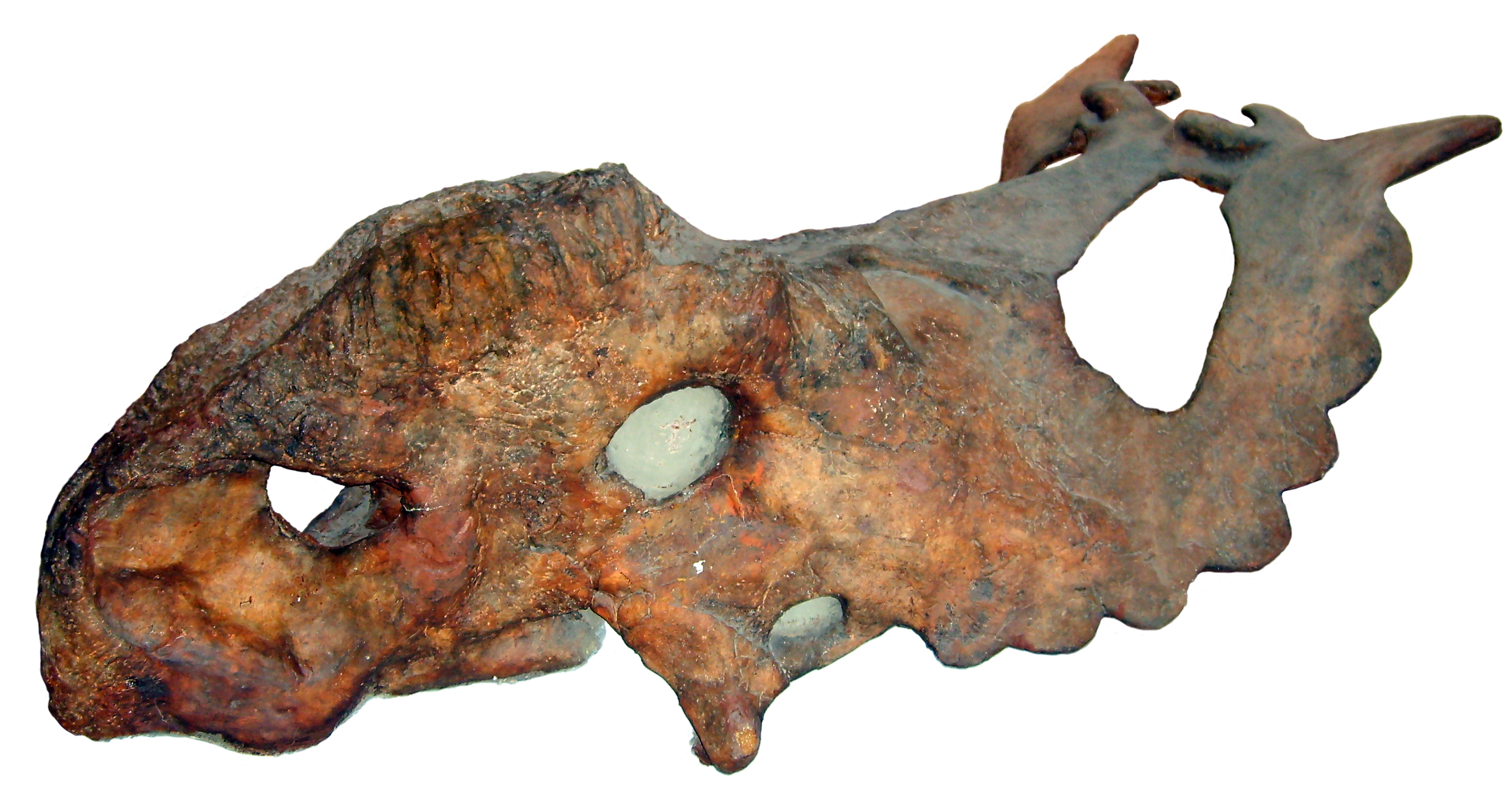
Cranio di P. canadensis, al Museo Geologico di Copenaghen

La specie tipo, Pachyrhinosaurus canadensis, fu descritta nel 1950 da Charles Mortram Sternberg, basandosi sull'olotipo composto da un cranio incompleto e il paratipo cranio incompleto NMC 8866, che comprendeva la parte anteriore del cranio, ma mancava la mandibola inferiore, e il "becco". Questi teschi sono stati raccolti rispettivamente nel 1945 e nel 1946 nella Formazione Horseshoe Canyon in Alberta, Canada. Negli anni a venire, sono stati portati alla luce altri fossili, recuperati presso la montagna Scabby Butte del St. Mary River Formation vicino a Lethbridge, in Alberta, da sedimenti terrestri datati tra i 74 e i 66 milioni di anni. Questi sono stati tra i primi resti di dinosauro trovati nella provincia, nel 1880. Il significato di queste scoperte non è stato capito fino a poco dopo la seconda guerra mondiale, quando sono stati condotti ulteriori scavi.
Un altro cranio fu scoperto nella località Scabby Butte nel 1955, e poi nel 1957 da Wann Langston Jr. e una piccola squadra di scavatori. L'Università di Calgary ha in progetto di riaprire questo importante sito come campo scuola per gli studenti di paleontologia a livello universitario. Diversi esemplari come: NMC 21863, NMC 21864, NMC 10669 sono stati ascritti al genere pachyrhinosaurus, tutti recuperati nella località di Scabby Butte.

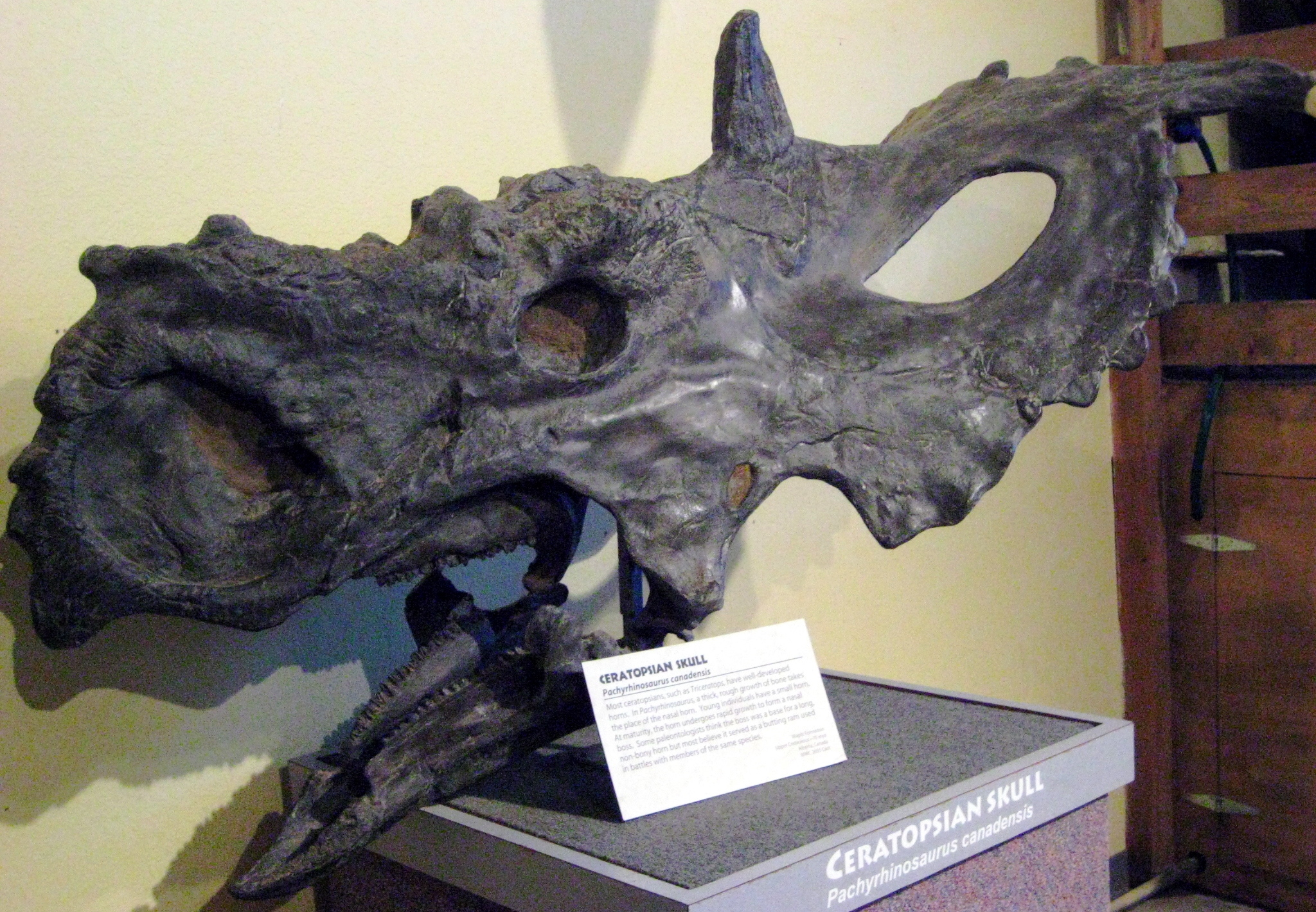
Cranio di P. lakustai

Un "letto d'ossa" di Pachyrhinosaurus fu rinvenuto sul fiume Wapiti, a sud di Beaverlodge, nel nord-ovest dell'Alberta. Il materiale proveniente da questo sito sembra ricondurre a pachyrhinosaurus canadensis. Nel 1974 a Grande Prairie, in Alberta, un insegnante di scienze, Al Lakusta, trovò un grande "letto d'ossa" lungo il Pipestone Creek, in Alberta. Quando l'area fu finalmente esaminata tra il 1986 e il 1989, da parte del personale e dei volontari della Royal Tyrrell Museum di Paleontologia, i paleontologi hanno scoperto una grande e densa quantità di ossa, con un totale di 3500 ossa e 14 teschi. Questo era apparentemente il sito di una morte di massa, probabilmente un tentativo fallito di attraversare un fiume durante un'alluvione, da parte di una mandria di questi animali. Tra i vari fossili furono trovati anche gli scheletri di quattro diversi gruppi di età, che vanno dagli esemplari pienamente cresciuti a animali a metà dello sviluppo. Ciò indica che dinosauri come i ceratopsidi e quindi anche i pachyrhinosauri allevavano i loro piccoli. I crani degli adulti possedevano un singolo corno ricurvo nel centro del collare osseo, sopra gli occhi. Questo singolo corno, ritrovato solo in alcuni esemplari, potrebbe rappresentare un dimorfismo sessuale tra maschi e femmine.

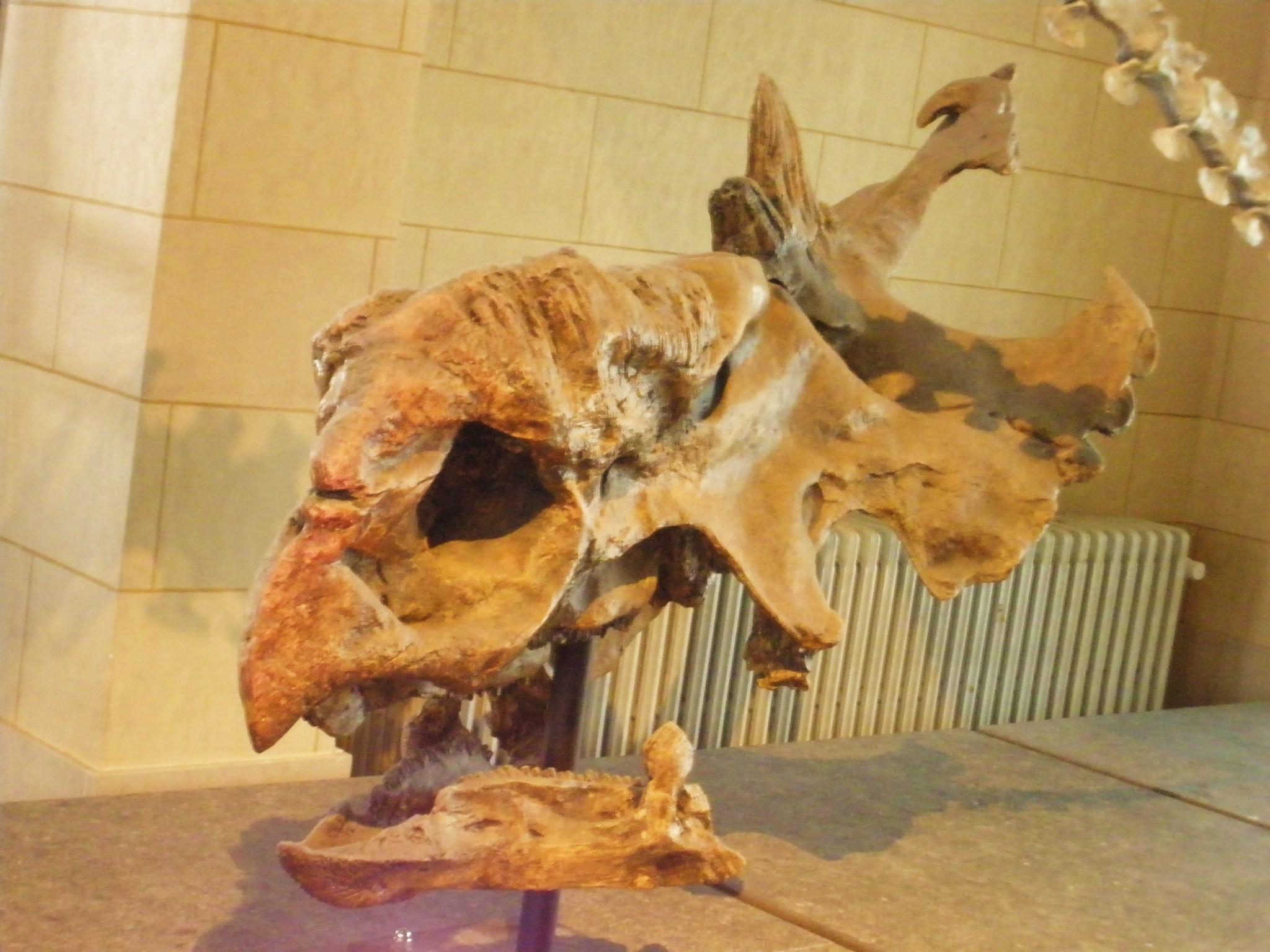
Cranio di P. canadensis, al Museo di Storia Naturale di Bruxelles

Nel 2008, una monografia dettagliata sul cranio del pachyrhinosauro rinvenuto a Pipestone Creek, e descritto da Philip J. Currie, Wann Langston, Jr. e Darren Tanke, riclassificarono il campione come una seconda specie di Pachyrhinosaurus, ribattezzata P. lakustai dal nome del suo scopritore.
Nel 2013, Fiorillo et al. descrissero un nuovo esemplare, un osso nasale incompleto attribuibile alla specie P. perotorum, raccolto dalla cava di Kikak-Tegoseak, nel nord dell'Alaska. Questo osso, designato DMNH 21460, appartiene ad un individuo immaturo. Questa scoperta espande il profilo dell'età conosciuto di questo genere di dinosauri da questo particolare sito. Il campione ha una decorazione nasale ingrandita dorsalmente, che rappresenta uno stadio intermedio della crescita. Da notare, gli autori hanno sottolineato che la parte posteriore del nasale mostra "un grado di complessità del tegumento non precedentemente riconosciuto in altre specie" di Pachyrhinosaurus. Fu determinato che la superficie dorsale dell'inspessimento nasale era ricoperta da una spessa guaina cornificata, probabilmente di cheratina.

## Paleobiologia

### Crescita

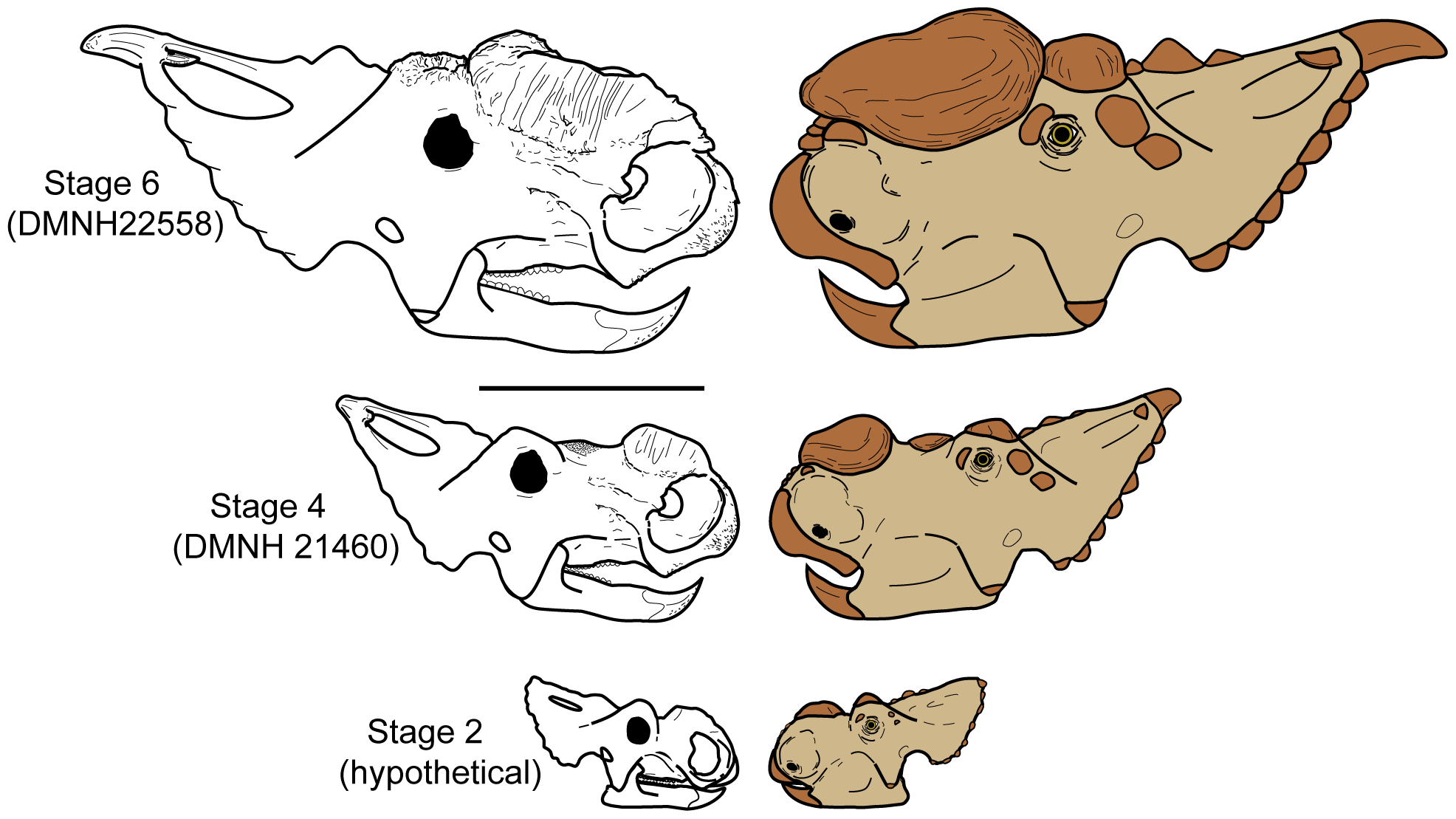
Crani di P. perotorum durante vari stadi dello sviluppo

Durante i primi anni dello sviluppo, P. perotorum mostra una crescita estremamente rapida. Quando gli animali raggiungeva il primo anni di vita, avevano già raggiunto il 28% della loro dimensione corporee adulte. All'età di due anni avevano quasi la metà delle dimensioni di un adulto maturo. Tuttavia, il tasso di crescita rallenta considerevolmente in seguito e le dimensioni massime non venivano raggiunte fino a circa vent'anni. Lo sviluppo di caratteristiche utili nella selezione sessuale, compresa la competizione tra maschi, come i pronunciati corni e gli inspessimenti cornei nasali, si sviluppavano all'età di circa nove anni. Ciò corrisponde presumibilmente all'età della maturità sessuale.
A differenza di altre specie di Pachyrhinosaurus, P. perotorum mostra una banda di crescita molto evidente nelle ossa, che indica una crescita ritardata durante i periodi invernali. Ciò non sorprendente, considerando che P. perotorum visse inverni molto più rigidi rispetto alle specie meridionali.
La specie P. lakustai non mostra segni di crescita precoci nell'ontogenesi degli esemplari esaminati. Tuttavia, le bande di crescita sono meno evidenti durante l'ontogenesi. Ciò probabilmente indica una rapida crescita in gioventù, seguita da una graduale riduzione dei tassi di crescita quando l'animale si avvicina all'età adulta. La curva di crescita dell'animale sarebbe quindi in qualche modo asintotica, diversamente dalla crescita lineare riscontrata in molti animali ectotermi.
Lo sviluppo di caratteristiche utili nella selezione sessuale, compresa la competizione tra maschi, come i pronunciati boss nasali, si sviluppavano quando l'animale aveva raggiunto circa il 73% delle dimensioni di un adulto. L'età della maturità sessuale non è nota. A causa della mancanza di cospicue fasce di crescita, non è possibile eseguire analisi più dettagliate dei tassi di crescita di P. lakustai.

## Paleoecologia

### Formazione St. Mary River

#### Habitat
Il St. Mary River Formation non ha subito una datazione radiometrica definitiva, tuttavia, la correlazione stratigrafica disponibili ha dimostrato che questa formazione è datata tra i 75 e i 65 milioni di anni fa, durante il Campaniano e il tardo Maastrichtiano, durante la regressione finale della metà continentale del Bearpaw Seaway. Si va da sud fino a Glacier County, nel Montana, a nord fino al fiume Bow Piccolo in Alberta. La formazione di St. Mary River è parte del bacino sedimentario occidentale canadese, nel sud-ovest dell'Alberta, che si estende dalle Montagne Rocciose ad ovest per lo Scudo canadese ad est. Lateralmente è l'equivalente della formazione Horseshoe Canyon. La regione dove vivevano i dinosauri è delimitata dalle montagne ad ovest, e comprendeva antichi canali, laghetti di acqua dolce, ruscelli, e pianure alluvionali.

#### Paleofauna

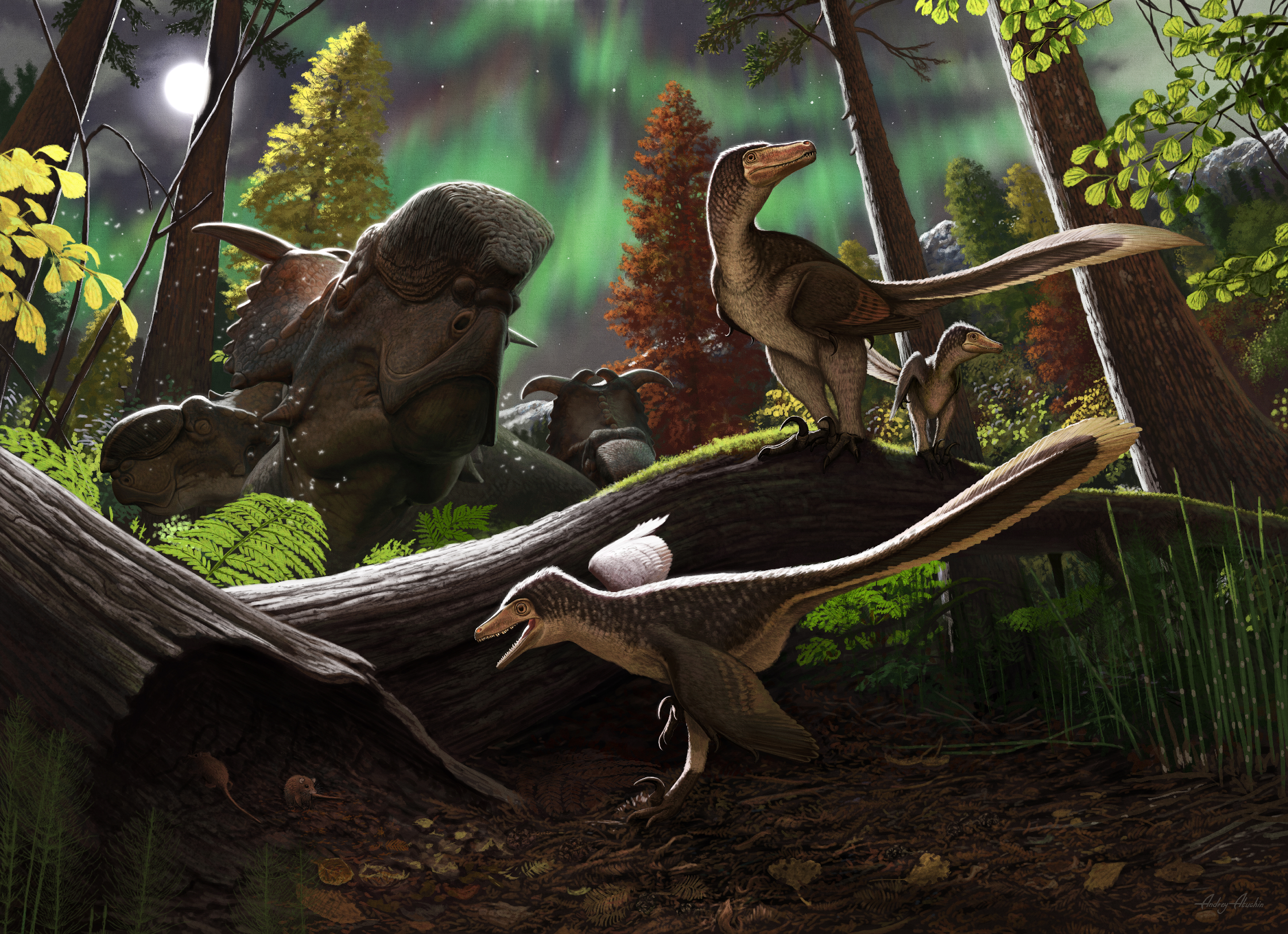
Un branco di P. perotorum riposa accanto alla paleofauna contemporanea della Formazione Prince Creek.

Il Pachyrhinosaurus condivideva il suo habitat con molti altri dinosauri, come i ceratopsidi Anchiceratops e Montanoceratops, il corazzato nodosauride Edmontonia, l'hadrosauridae Edmontosaurus, i teropodi Saurornithoides, Saurornitholestes e Troodon, forse l'ornitopode Thescelosaurus e il tirannosauride Albertosaurus, che probabilmente era il predatore all'apice del suo ecosistema. Altri vertebrati presenti nella formazione di St. Mary River durante l'epoca del pachyrhinosaurus comprendevano i pesci attinopterigi Amia fragosa, Lepisosteus, Belonostomus longirostris, Paralbula casei e Platacodon nanus, il mosasauro Plioplatecarpus, la tartaruga Boremys e il rettile diapside Champsosaurus. In questa regione vissero anche un buon numero di mammiferi, come il Turgidodon russelli, Cimolestes, Didelphodon, Leptalestes, Cimolodon nitidus e Paracimexomys propriscus. In questo lussureggiante ecosistema vivevano anche piccoli invertebrati come i molluschi, l'ostrica Crassostrea wyomingensis, la piccola vongola Anomia, e la lumaca Melania. La flora della regione includeva le angiosperme acquatiche Trapago angulata, la felce eterosporia Hydropteris pinnata, rizomi, e conifere.

### Formazione Horseshoe Canyon

#### Habitat

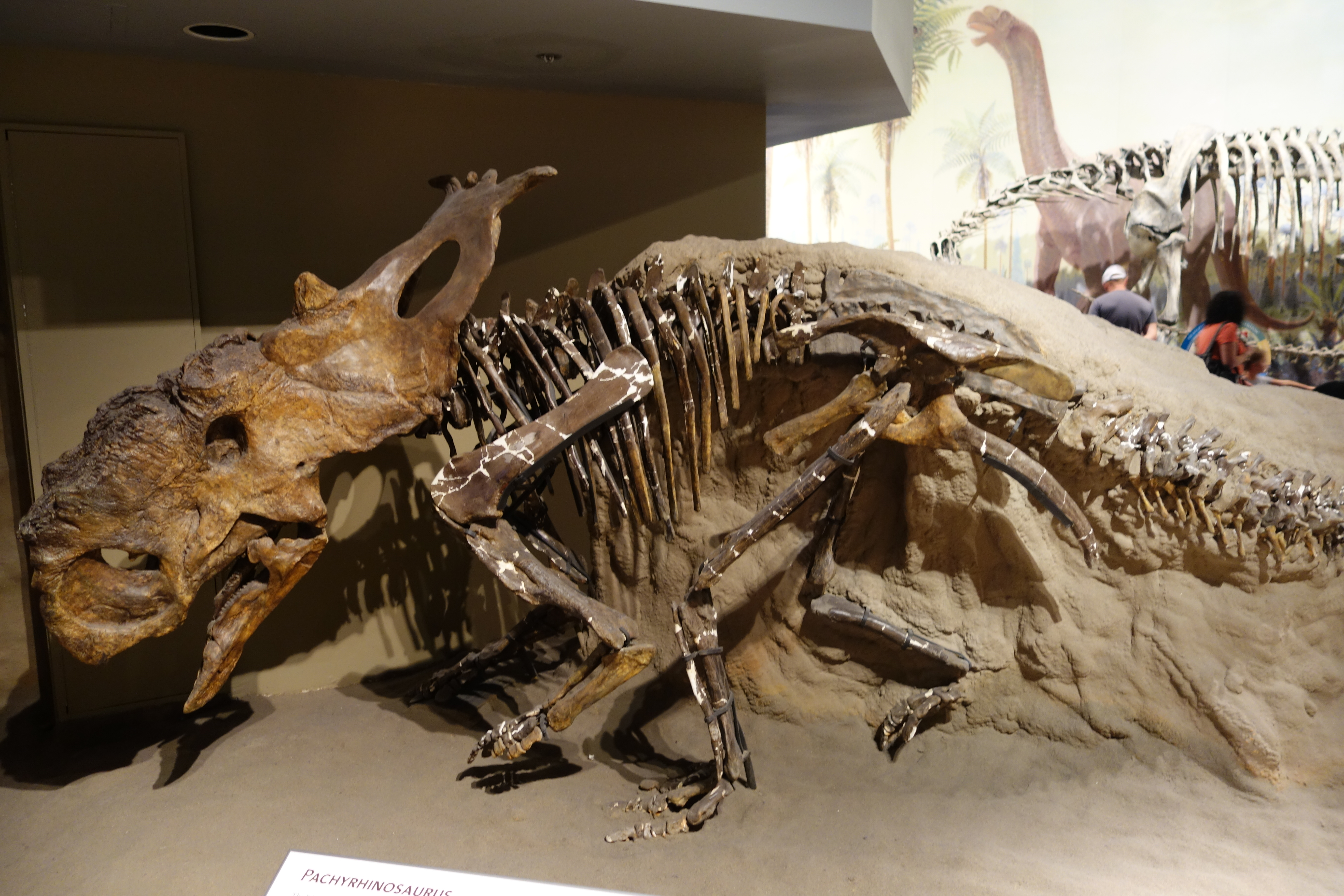
Scheletro di P. lakustai

La formazione Horseshoe Canyon è stata datata radiometricamente tra i 75 e i 65 milioni di anni fa. La formazione Horseshoe Canyon è un'unità terrestre che fa parte del gruppo di Edmonton che comprende la Formazione Battle e il Whitemud Member, entrambi ad Edmonton. La valle in cui vivevano i dinosauri includeva antichi canali serpeggianti per l'estuario, canali rettilinei, paludi di torba, delta fluviali, pianure alluvionali, coste e zone umide. L'area era umida e calda con un clima che variava da temperato a subtropicale. Appena prima del confine Campaniano-Maastrichtiano, la temperatura media annuale e le precipitazioni in questa regione sono diminuite rapidamente. I dinosauri di questa formazione fanno parte della fauna di Edmonton, e sono distinti da quelli delle formazioni sovrastanti e sottostanti.
La fauna moderna ad altitudini elevate a latitudini inferiori assomiglia alla vita a bassa quota nelle alte latitudini. Potrebbero esserci parallelismi con questo fenomeno negli ecosistemi del Cretaceo, ad esempio le specie di Pachyrhinosaurus si trovano sia in Alaska che nelle zone montane dell'Alberta meridionale. Durante l'Edmontoniano, nel bioma settentrionale del Nord America, c'è una tendenza generale alla riduzione della diversità dei centrosaurini, con la sopravvivenza del solo Pachyrhinosaurus. Il Pachyrhinosaurus sembra essere stato parte di una fauna costiera caratterizzata da un'associazione con Edmontosaurus.

#### Paleofauna

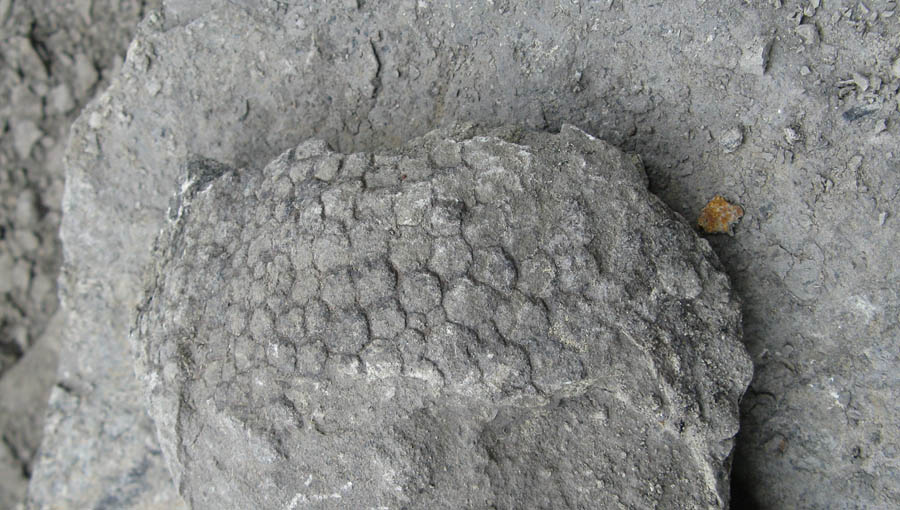
Impressioni di pelle di Pachyrhinosaurus

Il P. canadensis condivideva un vasto habitat con molti altri dinosauri, come gli anchilosauri Anodontosaurus lambei, Edmontonia e l'Euoplocephalus, i maniraptora Atrociraptor, Epichirostenotes, Richardoestesia, il troodontide Paronychodon, l'alvarezsauride Albertonykus, gli ornitomimosauro Ornithomimus e una specie senza nome di Struthiomimus, i pachicefalosauri Stegoceras e Sphaerotholus, l'ornitopode Parksosaurus, gli hadrosauri Edmontosaurus, Hypacrosaurus e Saurolophus, i ceratopsidi Anchiceratops, Arrhinoceratops, Eotriceratops, Montanoceratops, il tirannosauroide Dryptosaurus e i tirannosauridi Albertosaurus, Gorgosaurus e Daspletosaurus, i quali erano i predatori all'apice di questo habitat. Di tutti questi dinosauri, gli hadrosauri dominavano in termini di numero la regione. Squali, razze, storioni, amie , Gars e Aspidorhynchus gar costituivano la fauna ittica. Rettili come tartarughe e coccodrilli sono rari nella Formazione Horseshoe Canyon, e questo è una prova per riflettere al clima relativamente fresco che prevaleva al momento. Uno studio condotto da Quinney et al. (2013), tuttavia, ha mostrato che il declino nella diversità della tartaruga, che in precedenza era attribuita al clima, ha coinciso invece con i cambiamenti del drenaggio del suolo. Nel mare e nelle acque costiere nuotavano plesiosauro come il Leurospondylus mentre i fiumi, i laghi e le altre acque dolci erano popolate da tartarughe, Champsosaurus e coccodrilli come il Leidyosuchus e lo Stangerochampsa. Vi erano inoltre alcune specie di mammiferi marsupiali come il Didelphodon.

## Nella cultura di massa
Il Pachyrhinosaurus ha solo recentemente acquistato una certa popolarità presso il grande pubblico divenendo protagonista e apparendo in diversi film, serie TV e videogiochi. Grazie a questa esposizione nei media, la popolarità del Pachyrhinosaurus è gradualmente aumentata dai primi anni 2000.
Il Pachyrhinosaurus appare nel film del Disney Dinosauri (2000), come personaggio di sfondo. Appare anche nel franchise de Alla ricerca della Valle Incantata, precisamente nel film Alla ricerca della Valle Incantata 8 - Avventura tra i ghiacci (2001), con il personaggio di Sg. Nasotozzo, doppiato in originale da Robert Guillaume e in italiano da Maurizio Scattorin, da cui Piedino e i suoi amici vanno a ricevere un'istruzione. Lo stesso personaggio ha anche fatto diverse apparizioni in Alla ricerca della Valle Incantata (serie animata) dove viene doppiato in Italiano da Pietro Ubaldi. Il Pachyrhinosaurus è apparso nella serie di History Channel Jurassic Fight Club (2008), nell'episodio 10 "Il fiume della morte", dove viene però ricostruito con uno speculativo corno nasale. Il film La marcia dei dinosauri (2011) segue le vicende migratorie di un branco di Edmontosaurus e Pachyrhinosaurus. Il film A spasso con i Dinosauri (2013) ha come protagonista un giovane Pachyrhinosaurus di nome Patchi. 
Nel franchise di Jurassic Park, originariamente, il Pachyrhinosaurus doveva apparire in Jurassic World - Il regno distrutto (2018), tuttavia, venne rimpiazzato in post-produzione dal Sinoceratops perché il modello possedeva due buchi sul collare, ispirati al modello usato per il film A spasso con i Dinosauri (2013) per motivi di copyright ne venne declinato l'uso; tuttavia, per il Sinoceratops usarono lo stesso modello previsto per il Pachyrhinosaurus. Nel medesimo film l'animale è menzionato nel manifesto dell'asta dei dinosauri nella Tenuta Lockwood, indice del fatto che alcuni esemplari sono stati catturati e portati off-screen sul continente, per poi apparire fisicamente nel franchise all'interno della serie animata Jurassic World - Teoria del caos. 
Con ľ aggiornamento Deluxe di Jurassic World Evolution 2 si può ottenere questo dinosauro.
Un Pachyrhinosaurus è stato selezionato come mascotte per gli Arctic Winter Games 2010 che si sono tenuti a Grande Prairie, Alberta.
Il Pachyrhinosaurus è una delle creature presenti nel videogioco Ark: Survival Evolved.
Il Pachyrhinosaurus appare anche nella quarta puntata del documentario Il pianeta preistorico, dove è rappresentato con degli speculativi filamenti sulla schiena e sulla coda e una mandria di questi animali è predata da alcuni Nanuqsaurus.